# ラーメン

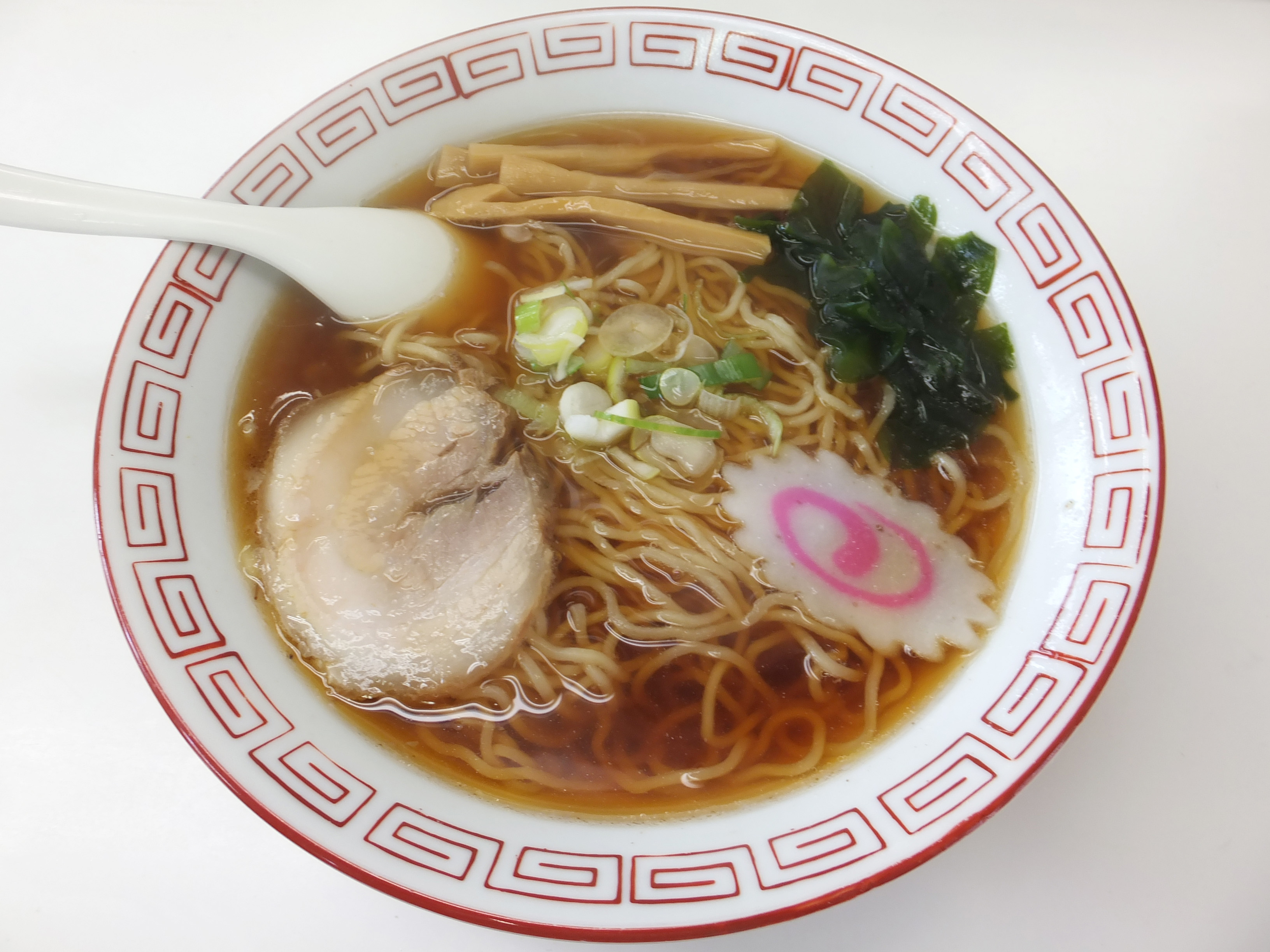
醤油ラーメンの一例。丼には雷文の模様が見える。下記「関連項目」の食器参照。写真は埼玉県春日部市の店舗。

ラーメン（漢字表記：拉麺または老麺）は、中華麺を豚骨・鶏ガラ・魚節等の出汁に醤油・塩・味噌等を用いて味付けしたスープに入れた料理であり、中国料理の拉麺から派生した料理。ジャンクフードの一種である。
太平洋戦争前は支那そば（しなそば）、南京そば（なんきんそば）などと呼称される料理であったが、戦後、中国を指す際に支那の呼称を避ける旨の申し送りが発出されたことを契機としてそれらの呼称は減り、中華そば（ちゅうかそば）、ラーメンの呼称が一般化した（呼称の変遷）。日本では、幕末から明治時代にかけて開国に連れて港に出現した中華街（南京街）で中華料理店が開店し、大正時代頃から各地に広まっていった。20世紀後半からインスタントラーメンが世界各国に広がり、21世紀からは日本の大手ラーメンチェーン店が世界各国に店舗を展開している。
西暦7月11日はラーメンの日に制定されている。
2025年8月17日、ラーメンの年間消費額3年連続日本一の山形市にある山形大学などの研究チームが、約6,700人を対象とした、ラーメンを食べる頻度と死亡リスクの関連を調査した結果、週に3回以上ラーメンを食べる人には喫煙、飲酒、糖尿病、高BMI、高血圧との関連が認められ、死亡リスクが1.52倍高まる傾向があり、さらに70歳未満、アルコール摂取、スープを半分以上飲む群では死亡リスクの上昇がみられたと発表し過剰摂取を警告している。

## 概要

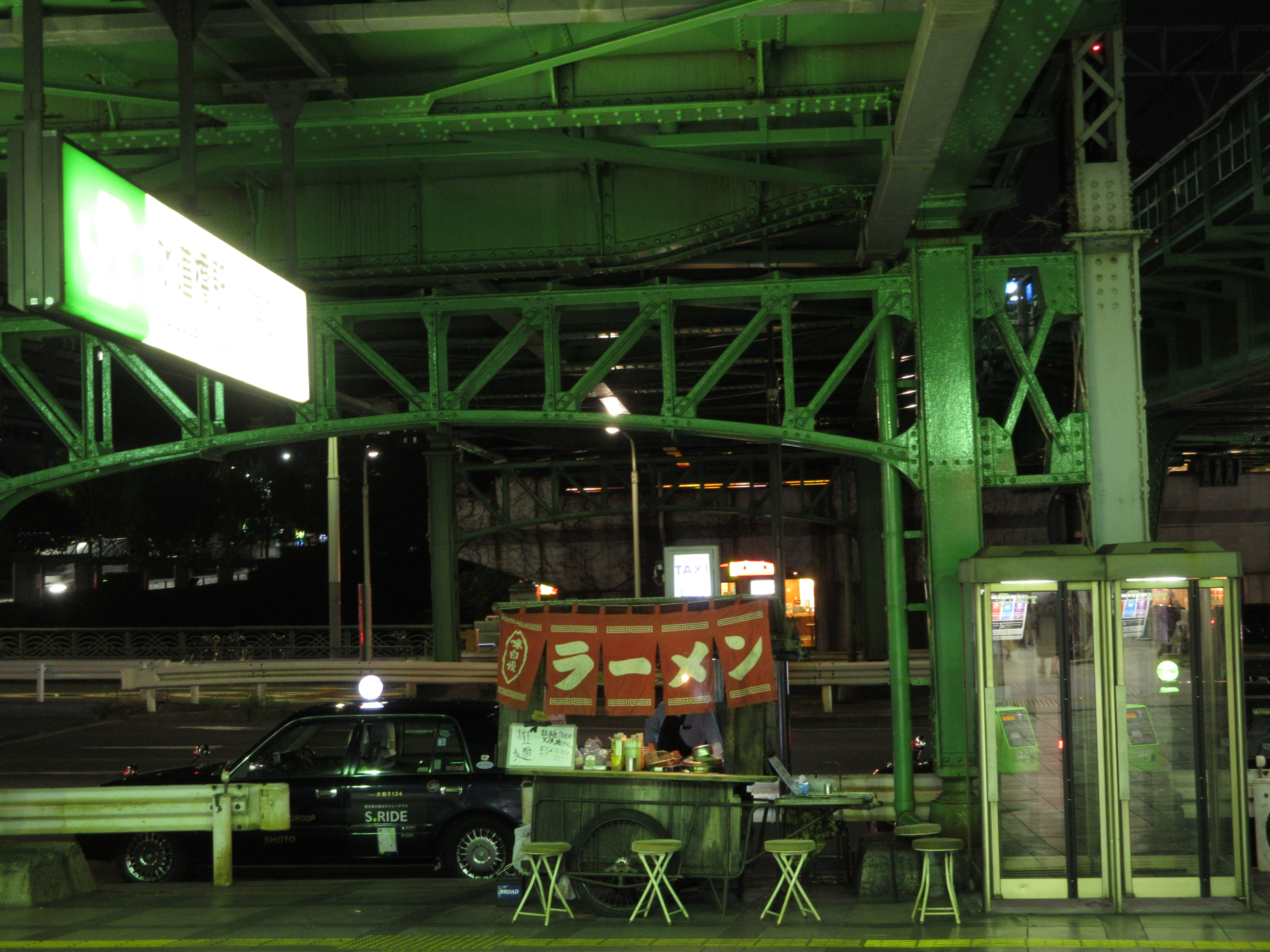
ラーメン屋台（水道橋駅前）

新横浜ラーメン博物館「日本のラーメンの歴史」によると、ラーメンは江戸時代末に開港した横浜、神戸、長崎、函館に多くの外国人が移り住んだことをきっかけとして日本に流入し、中国の麺料理がルーツであるとしている。明治時代になると、中国の麺料理含め中国料理が広がっていき、中国からの留学生とともに港町の外にも店が増えた。
1910年（明治43年）、東京府東京市浅草区に初めて日本人経営者が横浜中華街から招いた中国人料理人12名を雇って日本人向けの中華料理店「来々軒」を開店し、大人気となった。当時の主力メニューは、「南京そば」、「支那そば」などと呼ばれたラーメンだった。新横浜ラーメン博物館によると、「来々軒」を中国と日本の食文化が融合してできた日本初のラーメン店としており、ラーメン評論家の大崎裕史はこの年を「ラーメン元年」と命名している。
この店の成功を受けて、太平洋戦争前の日本に続々と庶民的な中華料理店が開店し、ラーメンは餃子や焼売などとともに、定番メニューとして広まっていった。太平洋戦争後は中国大陸からの引揚者によるラーメン屋台も多く出現した。約100年の歴史の中で、様々なアレンジが加えられていき、中国やベトナムなどのアジアの麺料理とは異なる、日本独特の麺料理に変化している。素材の味だけで勝負する無化調ラーメンや、豚骨のインパクトを重視した家系ラーメンなど、ニーズに応じて様々な進化を遂げており、国民的料理として人気を博している。

## 名称
元は中国語で、別称はいくつもあり、ラーメンの語源も複数ある。

### 日本語

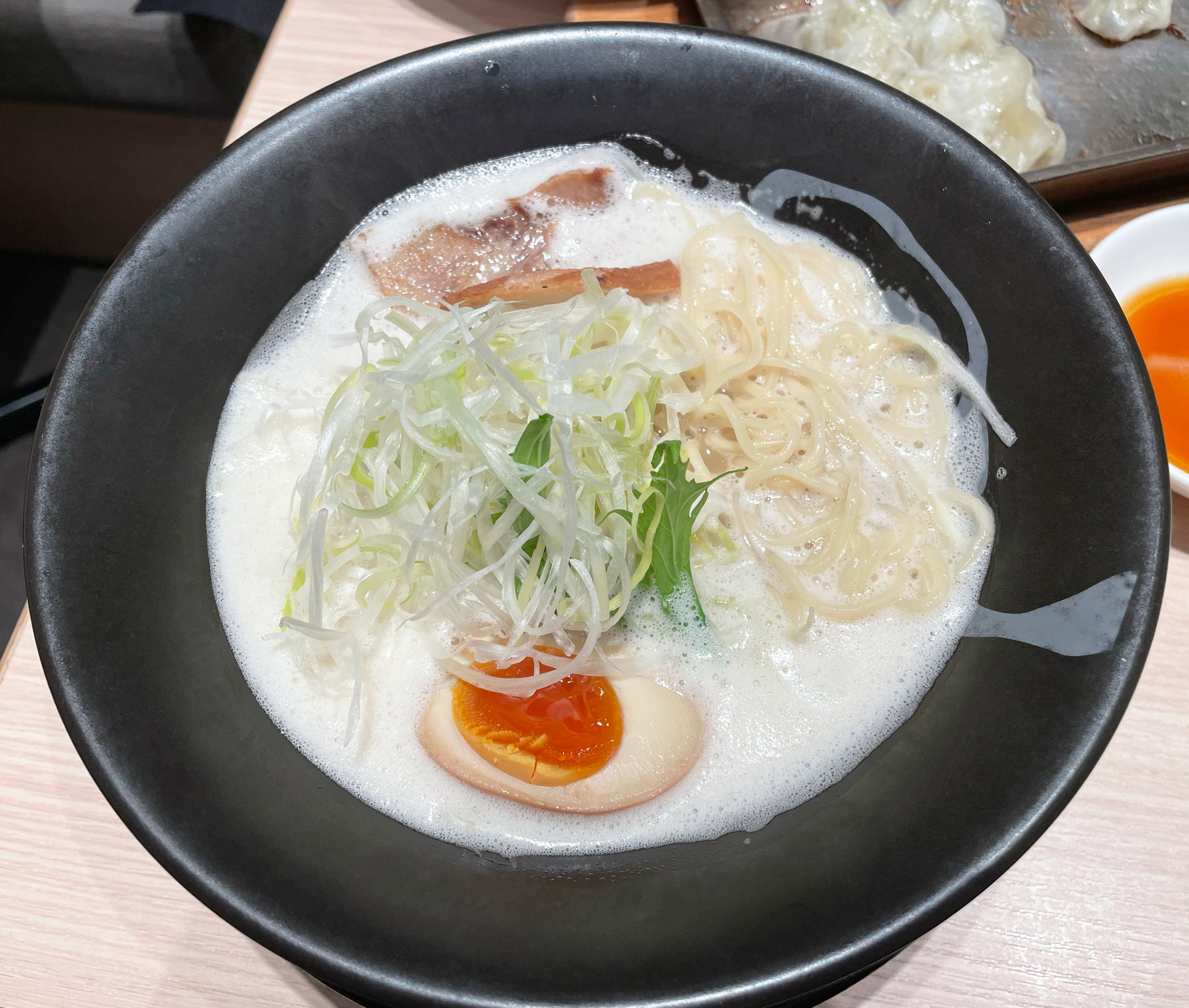
白湯スープのラーメン(名古屋市)

国内では、カタカナで「ラーメン」と表記されることが多い。
らーめん・らあめん・らぁめん・らー麺など平仮名で表記されることもある。らうめんという表記も稀にあるものの、語源からすると誤りで、独自のネーミング表記の類であるだろう。
「中華そば」や「支那そば」も呼び方が違うだけであり、同一である。日本では時代とともに南京そば、支那そば、中華そば、と呼称が変遷した。ラーメンの呼称を広めたのは、1958年（昭和33年）に日清食品が発売した世界初のインスタントラーメン「チキンラーメン」であるともいわれている。ブラジルでは日清食品はMiojo（明星）の商標を獲得しているが、Miojoはインスタントラーメンの代名詞的な呼び名ともなっている。

### 中国語
中国大陸（中華人民共和国）や台湾（中華民国）では、日本のラーメンは日式拉麺（繁: 日式拉麵/簡: 日式拉面）や日本拉麺（繁: 日本拉麵/簡: 日本拉面）と呼ばれる。

### 欧米諸言語
欧米を中心に英語などラテン文字表記では、Ramen、Chinese noodles、Fideos chinos（スペイン語）。

### 語源
ラーメンの語源については諸説あり、以下で記述する：
1. 中国の「拉麺」由来：中国西北部に位置する蘭州の麺の一種「拉麺（拼音: lā miàn ラーミェン）」（繁体字で「拉麵」、簡体字で「拉面」）が由来という説である。中国語の「拉」とは「手で引き延ばす」という意味で、拉麺は蕎麦やうどんのように刃物で切り分けて細長い形にするのではなく、手で引っ張り伸ばして細長い麺の形を形成する手打ちの技法で作られる。この拉麺は麺生地を延ばし何層か折りたたんで包丁で細い麺状に切る「桿麺」とともに日本のラーメンの原型となったが、日本では各地にラーメンが広まった時期と製麺機が登場・普及した時期が近かったため、麺の手打ち職人が育つ間もなく製麺機での製麺が一般的になったという[20]。各種辞典の「ラーメン」項にも「拉麺」は記載されている。
2. 中国の「老麺」由来：老麺（ラオミェン）とする説では、一部の辞典はラーメンの項目で「拉麺」とともに「老麺」という漢字表記も採用している[8]。
3. 日本の中華料理屋由来：1922年（大正11年）北海道札幌市に開店した「竹家」という食堂（店主・大久昌治、後に支那料理竹家に改称）が由来という説。竹家食堂は後に中華料理も扱う店となり、そこで店主の妻（大久たつ）が厨房の中国料理人の王文彩が大声で「好了（ハオラー、出来ましたという意味）」と告げるアクセントを気に入って印象に残り、「ラーメン」とした[27]。

## 麺・スープ・具

### 麺

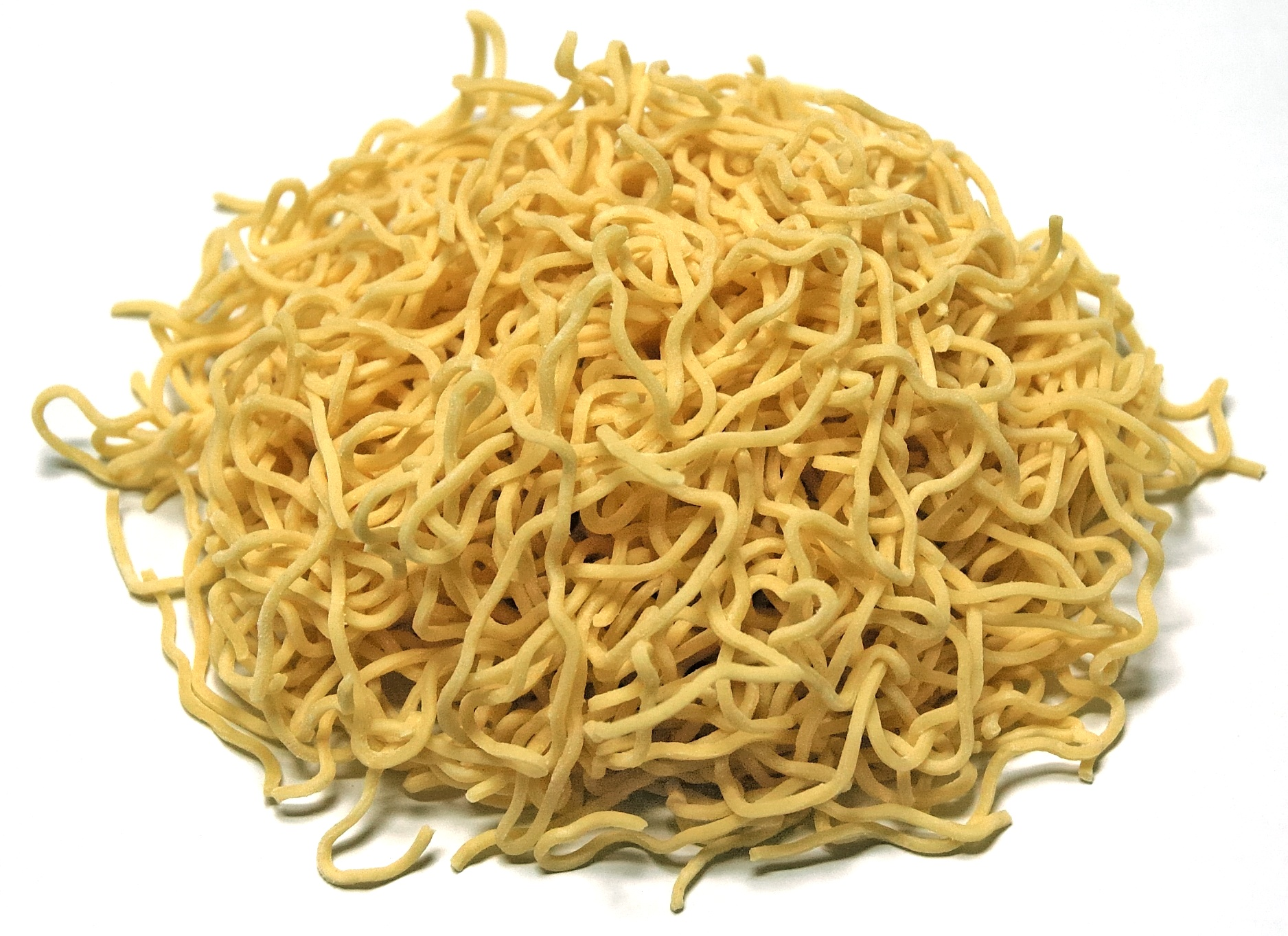
生麺

小麦粉を原材料とし、アルカリ塩水溶液のかん水（鹹水）を添加することが大きな特徴である。同一の小麦粉で作った麺でも、日本のうどんや中国の多くの他の麺料理やイタリアのパスタと異なる独特の色・味・食感をもつ。但し、地域によっては無かん水麺の秋田十文字ラーメン、かん水以外のアルカリ液で製麺する麺を用いる長崎ちゃんぽんの一部や沖縄そば、鶏卵によりコシを出す卵麺などもある。
この小麦粉に水を加えて、細長い麺とする。多くの場合は「製麺機」で製麺し、製麺会社が製造する麺を使用する店も多いが、1990年代以降小型の圧延機などが流通し、ラーメン専門店は自家製麺を行う店が増えている。
麺の太さにより「細麺」「中細麺」「中太麺」「太麺」などとも区分される。麺の縮れ具合も考慮する。これを組み合わせてラーメンマニアが麺を評する際に「中細ストレート麺」などと称することもあるが、あくまでも感覚的な呼称である。博多ラーメンの細い麺から、うどんより太い麺まで多種多様である。
切刃番手の数字により麺の太さが決まり、18番・20番・22番・24番・26番・28番の麺が多く使われる。札幌ラーメンは太麺の22番が使われる。
またラーメン店において麺を食べた後の、麺のみの追加注文を替え玉という。

### スープ
ラーメンの汁は「スープ」と呼ぶ。丼に入れたタレを出汁で割ってスープを作る。出汁を「スープ」と呼ぶこともあるが、本項では混同を避けるため、区別して記述する。
スープはラーメンの味を決定する非常に重要な要素であり、手間暇をかけて工夫したスープを使用する店がほとんどである。調味するタレは長時間の加熱で香りが飛んだり味の変化が起こるため、ダシとタレは分けて仕込む。自前で出汁を調理せず、業務用の出汁やスープを用いる店もある。水で希釈する濃縮タイプ、冷凍パックやレトルトパウチを湯煎するストレートタイプなどがある。
出汁
スープの素となる。出汁は複数の素材から取ることが多く、日本のラーメン原点ともされる醤油ラーメンでは、鶏ガラを基本に、野菜と鰹節などの削り節や煮干しで味を整えたものが主流である。
鶏ガラ・豚骨・牛骨・削り節・昆布・干し椎茸など様々な材料が、ダシの素材として使用されている。臭み消しや風味づけにタマネギ・長ネギ・生姜・ニンニクなどの香味野菜を使う。牛骨や削り節・煮干し・焼き干し・あごなど魚介をベースにする店もある。色々組み合わせる場合が多く、昆布と削り節の組み合わせは旨みの相乗効果がある。
うま味調味料（化学調味料）は複数のダシをまとめる時、味を整えるために大きな役割をはたすが、無化調（化学調味料不使用）をアピールする店もある。
2010年代後半にイスラム圏の客へ向けたダシに豚骨を使わないラーメンも話題になった。
タレ
風味の基礎となる味噌・塩・醤油などの調味料に香辛料や砂糖・塩・旨味調味料・味醂・清酒・酢などの調味料や、野菜・海藻・果物・肉類など素材のペーストや粉末やエキスを混ぜ込み馴染ませたものである。タレを出汁で割ってスープを完成させる。タレ（かえし）を出汁で割る技法は、日本蕎麦の技法の応用である。かえしとも呼ばれる。味噌の場合はペースト状、塩の場合は粉末状もあり、必ずしも液状ではない。
香味油
コクや旨味を強調する。旭川ラーメンや酒田ラーメン、燕三条背脂ラーメン、熊本ラーメンなどで用いる。ネギやニンニクを用いたねぎ油やマー油、辛味油、ラードまたは焼きラード、鶏油、エビ油、オリーブやゴマなどなどの特徴の強い植物油、ハーブや香味野菜を漬け込んだ油など多種ある。
2000年前後に、醤油ラーメンのスープに豚の背脂の塊を浮かべる「背脂チャッチャ系」が流行した。バターも用いられるがトッピング要素が強い。
また油・塩分・糖分の組み合わせが「マイルドドラッグ」と呼ばれ、ラーメンの中毒性（やめられない止まらない）の原因にもなっている。

### 具

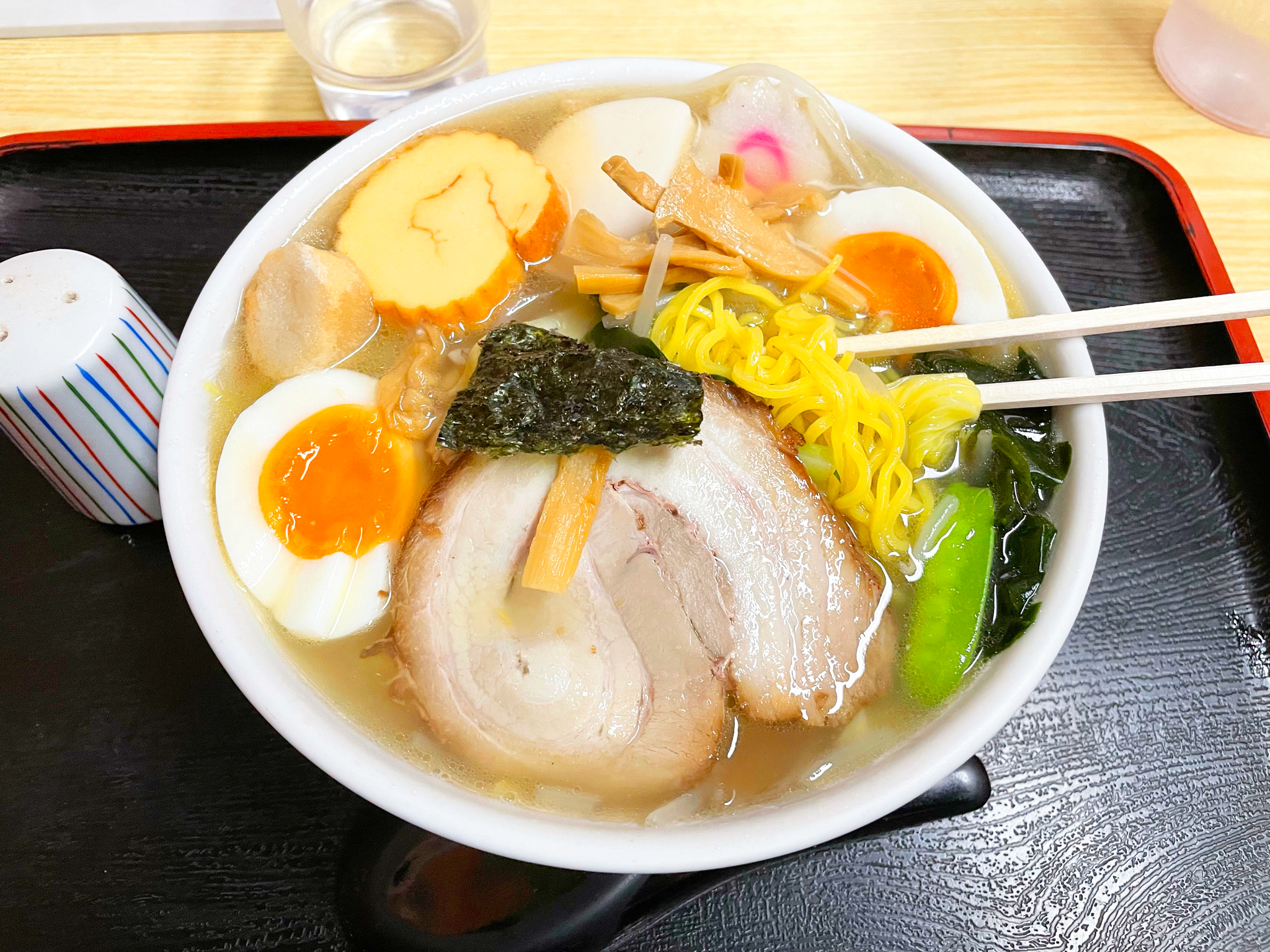
日本蕎麦店が提供する「五目そば」(五目ラーメン)。肉や野菜、ゆで卵、キクラゲ、鳴門巻きなど具が豊富である。

醤油ラーメンでは叉焼（チャーシュー）とメンマ（シナチク）とネギ、豚骨ラーメンでは叉焼とネギと キクラゲがよく用いられる。具はトッピングとして追加するか、もしくは追加される具によって「野菜ラーメン」「ネギラーメン」など別個のメニューとなっていることが多い。特殊ではあるが出汁やタレや麺に厳選した素材を使い、具を全く入れないラーメンもある。
叉焼（チャーシュー）
多くの場合は煮豚を使用するが焼き豚（中華焼豚も含む）を使う場合もある。二郎など一部の店では「ブタ」と呼ぶ。
ラーメンの具の中では花形とされ、多くの店ではその店の標準より多くトッピングした物はチャーシューメンと呼ばれ高価なメニューとなっている。
比較的短時間で加熱の硬めのチャーシューや、じっくり煮込んで崩れる寸前まで煮込んだ柔らかいチャーシュー、それを炙った物など多様である。鶏チャーシューや牛チャーシューなども存在する。
徳島県など一部のラーメンなどでは、塊で煮込まずにスライスした豚肉を味付け火入れした物がチャーシューの代わりに用いられる場合もある。
卵
ゆで卵・半熟卵が使われるほか、これらを調味液に漬けて味付けした「味玉」（煮卵）や燻製液に漬けた「薫玉」が使われることもある。丸ごと入れるほか、半分に切った状態でトッピングされることが多い。生卵を割り入れて月見とする徳島ラーメンなどもある。
ネギ
おもに薬味として用いられる。東日本では薄く小口切りした白ネギが多く、ほかに白ネギを繊切りした「白髪ネギ」、それをさらに豆板醤やコチュジャンなどで和えた「辛ネギ」もある。博多ラーメンなど、西日本では小ねぎ、九条ねぎなどの青ネギを用いることが多い。地域に関係なく、出汁などによってネギの種類を変えることもある。八王子ラーメンや竹岡ラーメンなど、一部ではタマネギも用いる。
メンマ（支那竹/シナチク）
マチク（麻竹）などの筍を発酵させ、水で洗った後塩漬けにし、塩抜きして用いる。塩抜きのまま用いる店と、煮汁で煮込んで柔らかくして使う店がある。
青物（単独で用いる）
醤油ラーメンでよく用いられる。ホウレンソウやコマツナ、チンゲンサイなどの葉野菜を茹でたり炒めたりした物や、カイワレ大根ワカメなどをそのまま乗せる場合もある。香りと歯触りを添える。近年では豆板醤などに漬けたニラを入れることもある。
鳴門巻き、蒲鉾
鳴門巻きは渦巻き模様の蒲鉾。通常の蒲鉾を具にする場合もある。彩りを増し食味上のアクセントにもなる。
海苔
青海苔や板海苔、岩海苔（バラ海苔）、生海苔などを使い独特の風味を加える。
野菜
味噌ラーメンでよく用いられる。モヤシ・キャベツ・ニンジン・タマネギなどの野菜炒めが使われるほか、コーンや茹でモヤシが単独で使用されることもある。時期限定ではあるがグリーンアスパラガスも使う店がある。あんかけで、とろみが付けられることもある。
キクラゲ・紅生姜・ゴマ・高菜・小梅
いずれも九州系の豚骨ラーメンや博多ラーメンで用いる。キクラゲはトッピング感覚で使われる。紅しょうがや小梅の酸味は豚脂のしつこさを軽減する。ゴマは薬味として用いられ、醤油ラーメンなどでのコショウに相当する。高菜は漬け物にした「高菜漬け」の古漬けを細かく切って油炒めにしたものを用いるほか、唐辛子を一緒に漬け込んだり、炒める際に唐辛子を加えた「辛子高菜」を用いる。若い高菜漬けを軽く塩抜きしてそのまま青菜のように用いる店もある。
ニンニク
ニンニク絞りで潰したもの、刻んだもの、すり下ろしたもの、揚げたもの、パウダーが使われる。
チーズ
古くは酪農学園大学の酪農ラーメンが用いた。1977年当時は味噌ラーメンにスライスチーズを入れた。その後、全国で粉チーズやおろしチーズをトッピングに用いるラーメンが登場している。
魚介類
甲殻類や貝類を乗せたものがある。乾燥魚介なども使われる。店舗や家庭の好みなどによって多岐にわたる。

## 分類
麺と同等以上に重要視されているのが汁（スープ）で様々な種類がある。麺以外に様々な具材を麺の上に並べて（トッピング）して食されることが定番であり、トッピングの具材の種類は非常に多い。
各ラーメンは、日本の地方独特の食材が入る、地方の好みの特徴がある、など、地方差が大きい。地域ごとのラーメンについては、#ご当地ラーメン節を参照。
各地方で地物や好みに合わせて発展した料理でもあり、似通ったラーメンも地域名や特産物を冠としたものや商標登録されたラーメンもあるなど、種類は多い。中華麺#中華麺を使った料理も参照。

### タレの種類による分類
| 醤油ラーメン | 醤油味のスープのラーメン。ラーメンの基本の味。 合わせる出汁によって澄んだ色のすっきりした味わいのスープから 濁りのある濃厚なものまで幅広いタイプに分かれる。 魚介系の出汁や、醤油を味醂などと合わせて煮る事もあり、 地域性を反映している（後述の#ご当地ラーメン節を参照）ラーメンが多くある。 いわゆる「豚骨ラーメン」もタレは醤油を使用していることが多い。 |
| 塩ラーメン   | 塩味のスープのラーメン。 醤油ダレよりもさらに出汁の特徴が現れやすいが、 タレ自身の味わいが他のものよりもあっさりしているため、 全体的にあっさりした味わいのものが多い。 |
| 味噌ラーメン | 味噌味のスープのラーメン。 味噌の香りと深いコクが特徴。 味噌の種類にもよるが、濃厚な味わいになるものが多い。 焼いた味噌を使う場合もある。 |

### 出汁の種類による分類
以下は単種の出汁だが、提供するお店によって、作る時に複数混合使用される場合もありダブルスープやトリプルスープと呼称している場合がある。
白湯（パイタン）出汁
白濁した色が特徴。主に動物や魚の骨、野菜などを強火で長時間煮込み、濃厚な味と風味を持つ。
豚白湯（ブタパイタン）出汁（トンコツ出汁）
強火で煮込むことにより、出汁中に溶け出す骨髄内の脂質とコラーゲンに由来する濃厚な味わいが特徴。脂質は乳化しているため、白濁して見える。
諸説あるが、福岡県久留米市を発祥として北部九州各地に伝播した。久留米ラーメン#歴史に詳述がある。
鶏白湯（トリパイタン）出汁
鶏ガラや胸肉などを強火で長時間煮込んで作る白濁色の出汁。濃厚ではあるが、トンコツ出汁と比較すると後味が軽い。鶏白湯ラーメン。

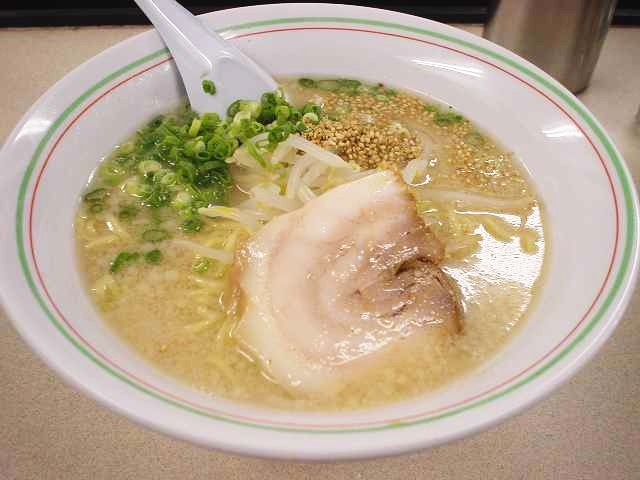
豚骨ラーメン
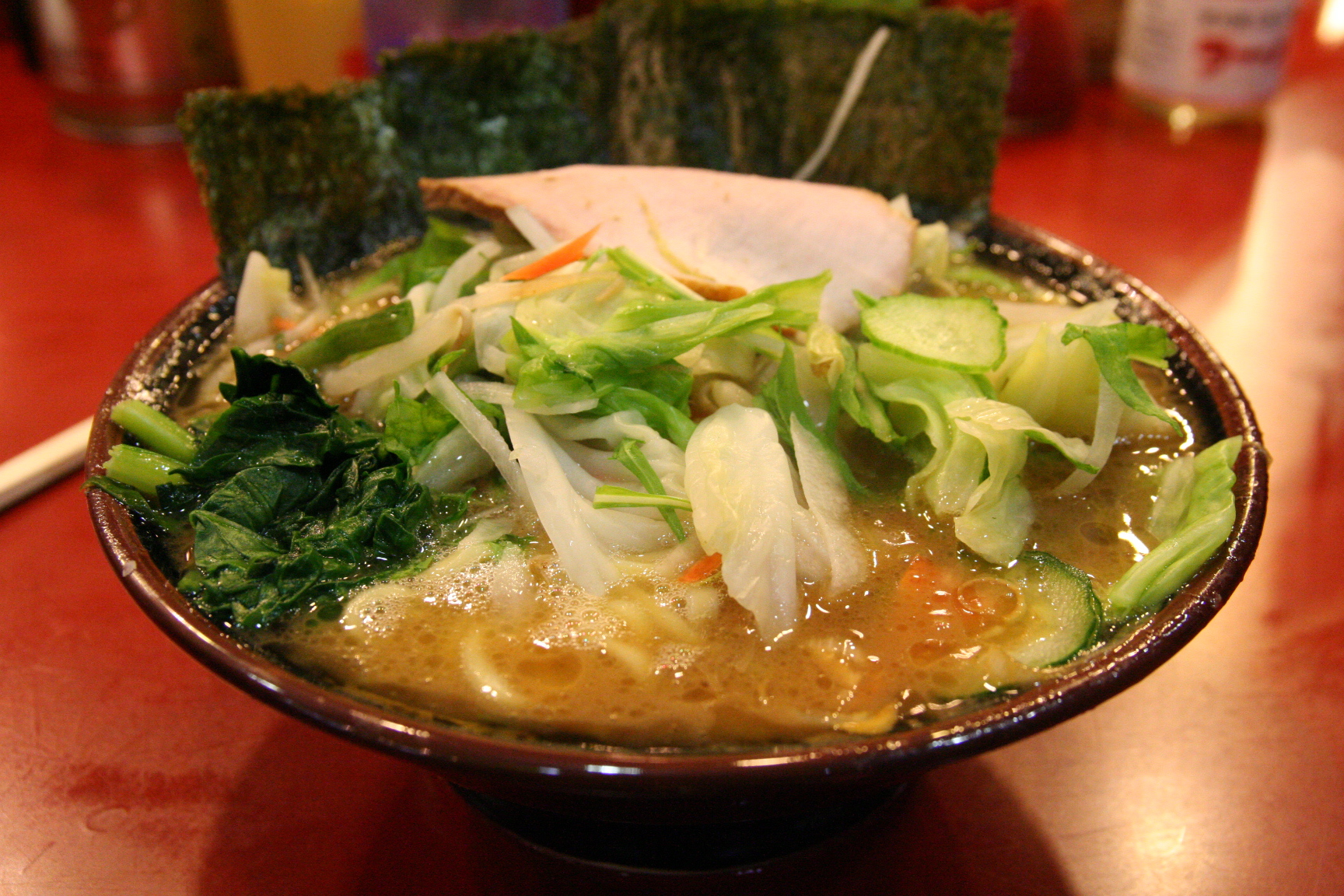
豚骨醤油ラーメン
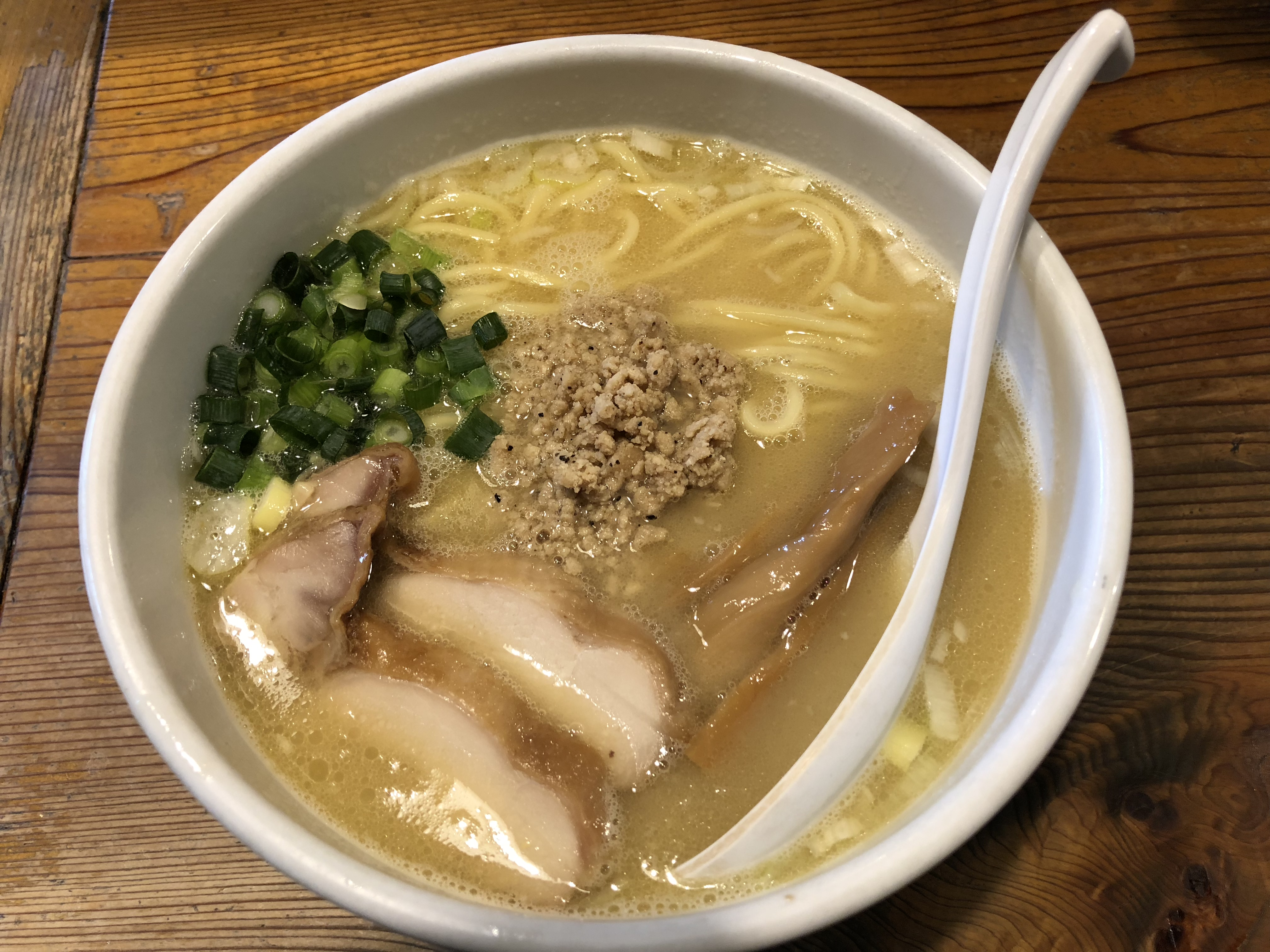
鶏白湯ラーメン

清湯（チンタン）出汁
濁りが無く透き通った出汁。作る時に沸騰寸前の温度以下で仕込む。中には少しの濁りも出したくないので、卵白などで濁り取りをする店もある。白湯系出汁と比較してすっきりした風味と味を持つものが多い。
豚骨（豚ゲンコツなど）出汁
豚骨をベースに野菜類や他の素材を加える出汁だが、スタンダードであるため特に表記されることは少ない。コクのある万能型。特に伝統的札幌ラーメンで多く使われる。
鶏ガラ出汁
鶏ガラや煮干し、野菜を煮出して作る出汁。色はほぼ無色から、やや黄色みを持つものまであるが、いずれも透き通った出汁が多い。すっきりしていて醤油、塩、味噌のあらゆるタレと合わせられる。
鶏ガラ豚ゲンコツ混合出汁
鶏ガラと豚ゲンコツを中心に多様な野菜、魚介、時に果物などを使い、ある程度のコクとすっきりさを両立させた風味の出汁。タレとの組み合わせは万能型。
牛出汁
一部地域のみで用いられる出汁で、牛のスジ肉や骨と野菜などから採る出汁。名称にも「牛ダシ」など、材料に関わる名を持つラーメンに主に使用される。
魚介出汁
魚の削り節やイリコ、焼きアゴをはじめとした魚介類をベースとした出汁。魚介の独特の風味を持つ。
カレー出汁
出汁のベースはさまざまで、カレーラーメン専門店ではカレーダレと合うようにスパイスを使い、カレーの風味を持つ出汁を使用する場合が多い。

### 具による分類
具の内容によって次のような名称が用いられる。
| チャーシュー麺 | 前述。叉焼(チャーシュー)を数多くトッピングしたラーメン。                                                        |
| ワンタン麺     | 雲吞(ワンタン)を具に用いたラーメン。                                                                            |
| 広東麺         | 中華あんかけを具に用いたラーメン。 中国広東省にある麺料理ではなく、 日本で独自に広東の名を付けている麺料理。    |
| 五目麺         | 肉・野菜・魚介・玉子など複数の具を用いた関東に多いラーメン。 「五目そば」ともいう。                             |
| 天津麺         | カニ玉を具に用いたラーメン。 塩味か醤油味のとろみ餡が乗る。                                                     |
| パーコー麺     | 揚げたばら肉またはそれに衣を着けて揚げたものを載せたラーメン。 店によっては煮込んだスペアリブを乗せた物を出す。 |
| チャンポン麺   | 肉・野菜炒めを玉子でとじたものを具材とするラーメン。 チャンポンとは言うものの長崎ちゃんぽんとは全く別種のもの。 |

### その他
| タンメン             | タンメンは、茹でた麺の上に、炒めた肉野菜を入れたスープをかけた、 塩味の汁麺。スープは鶏ガラベースで澄んだ塩味。塩ダレをスープで割る 日本の塩ラーメンとは調理法が異なり、麺や具材も長崎ちゃんぽんとは違う。 また中国でいう湯麺とも意味が異なる。 |
| インスタントラーメン | 湯を注ぐ、もしくは湯で煮るだけで食べられる即席のインスタント食品。 元来のラーメンが主に飲食店において提供され、家庭料理としても 浸透しているのに対し、インスタントラーメンは日本食の家庭料理として 広く普及している。近年では、日本のみならず、中国や韓国など アジア地域でも、家庭料理として普及している。 菓子代わりにそのまま食べることができるものもある。 |
| カップ麺             | インスタントラーメンをそのまま食器になる容器に入れたもの、 スープ・具が別袋になったもの、具が乾燥か茹かなど、様々な 工夫をしたものがある。簡便な食事として、家庭やオフィスに、 また、機内食・行動食としても広く浸透している。 |

## 食器
ほとんどのラーメンは丼に入れて供される。特に「雷文」（らいもん、四角い渦巻きが繋がった模様）の描かれた丼が多用され、「雷文」「龍」「鳳凰」「双喜文」（そうきもん、漢字の喜を2つ並べて結婚する新郎新婦が並んで喜んでいる姿に見立てた祝福文様）の4つの絵柄はラーメン丼のトレードマークとなっている。
麺を食べるときには箸を使うのが一般的であり、スープをすくうため散蓮華（レンゲ）が用いられる。
なお、2010年代頃から、食事が終了し、スープもすべて飲んだときに空の丼を逆さまにしてテーブルの上に置く「伏せ丼」という行為がマナーとして紹介されることがある。これは「スープをすべて飲み干すほどおいしかった」という意味で、店に対する感謝を表すとされる。ただし、もともとは2ちゃんねるや個人ブログなどが発祥となる冗談といわれており、テーブルを汚すことにつながるため店側にとっては迷惑な行為であり、実際に行わないことが推奨されることが多い。

## 歴史

### 沿革
日本で最初に中華麺を食べたのは徳川光圀（水戸黄門）であるとする説がある。1659年（万治2年）に明から亡命した儒学者の朱舜水が水戸藩に招かれた際に、所持品リストに中華麺を作る際に使うものが含まれることから、汁麺を献上したとの記録はないが、作ったのではないかと推測されている。1697年（元禄10年）には、光圀の隠居所である西山荘を訪れた僧や家臣らに中華麺がふるまわれたとの記録もある。この説に基づき復元したものが新横浜ラーメン博物館にある。
一方、相国寺塔頭鹿苑院の蔭涼軒主（当時は亀泉集証）の公式日記『蔭涼軒日録』には、文明17年5月17日（1485年6月29日）に南宋末期から元初期頃に書かれた『居家必要事類』という書物で「水滑麺、索麺、経帯麺、托掌麺、紅絲麺、翠縷麺」等の麺食品の調理法を調べ、長享2年（1488年）2月1日（3月14日）と5月16日（6月25日）に「経帯麺」という料理を調理して蔭涼軒への来客に振舞ったという記述があることが、2017年（平成29年）に判明した。この「経帯麺」は材料として小麦粉とかん水を使うことも書かれており、日本初のラーメンである可能性が示されている。
日本への伝播としては、明治時代を迎え神戸や横浜などの港町に中華街が誕生し、そこで提供された南京そばに始まるとされる。横浜の中華街では、1872年（明治5年）に柳麺（lau min、ラウミン）の屋台が出始めていたとされる。1884年（明治17年）に函館新聞（当時）に函館の船場町にある中華料理店養和軒が南京そばを15銭で提供を始める広告を出し、大正の頃まで提供したとされている。証拠が乏しく、当時の関係者も存命ではないため、養和軒の南京そばが今のラーメンと同種の食べ物であると断言できない状況である。

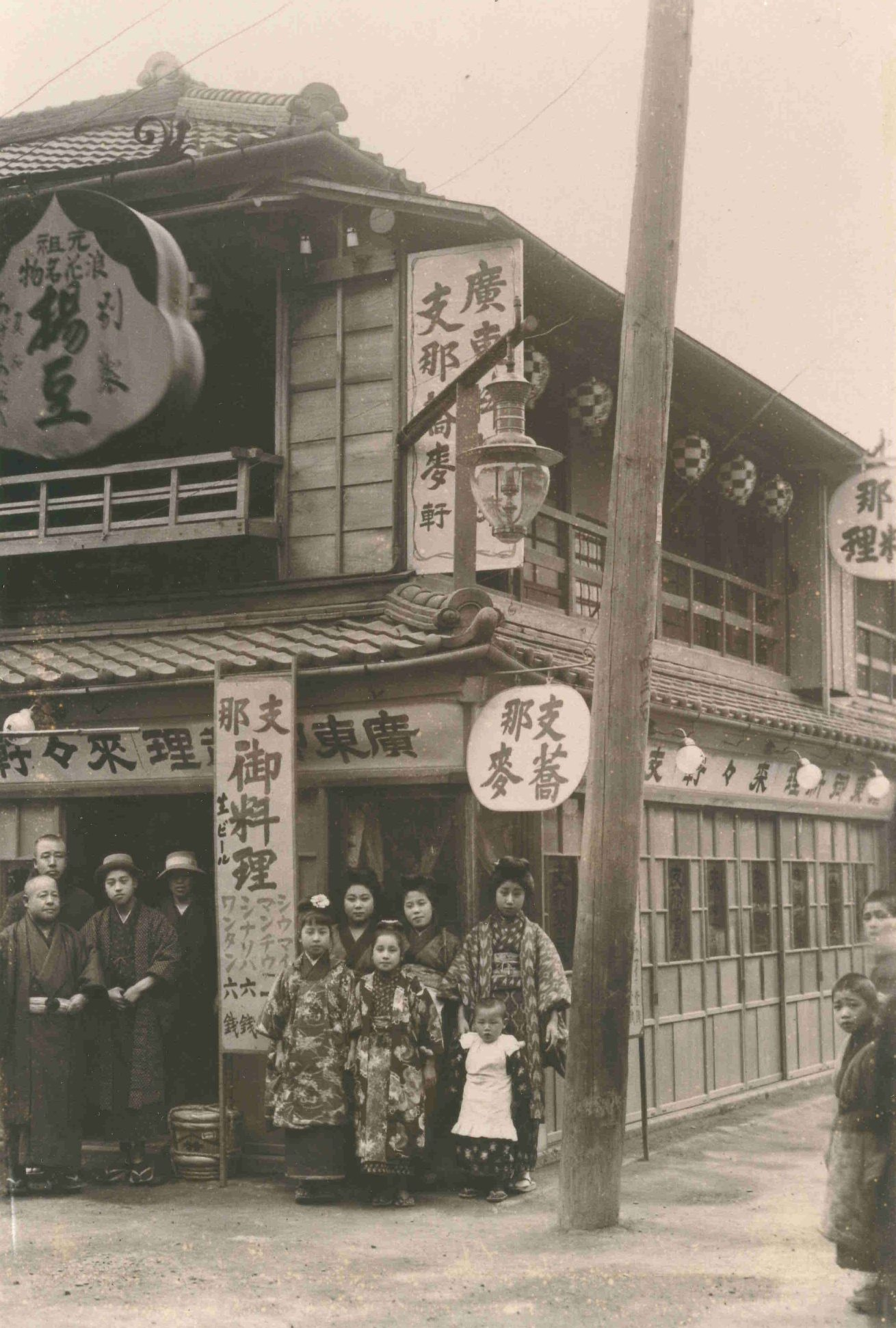
来々軒（東京浅草）

1910年（明治43年）に、横浜税関を退職した尾崎貫一が南京町から清人コックをスカウトして、東京の浅草にラーメンをメインにした庶民的な中華料理店「来々軒」を開店。当時の来々軒を写した写真には「廣東支那蕎麦 來々軒」「支那御料理 シナソバ、ワンタン、シウマイ、マンチウ」という看板が写っている。味は醤油出汁で、1杯6銭（2007年現在で約300円相当）と値段も手頃で連日行列ができた。人気は1976年（昭和51年）に閉店するまで続いたという。開店当時は手延べ式の麺で、昭和に手打ちとなる。「来々軒」の流れを受け継ぐ店は、同店で最後に修行した宮葉進が1966年（昭和41年）に千葉市稲毛区に開店した「進来軒」だけである。
1914年（大正3年）には東京市日本橋区茅場町 (現：中央区日本橋茅場町) の「中国料理 大勝軒」が開店、東京に現存する最古のラーメン店とみられる。
札幌では1922年（大正11年）、現・北海道大学正門前に仙台市出身の元警察官の大久昌治・タツ夫婦が「竹家食堂」を開店。そこで働く山東省出身の料理人王文彩が作る本格的な中華料理が評判となった。常連客の北大医学部教授（後の北大総長）の今裕（こんゆたか）の提案で店名も「支那料理 竹家」に改名。麺作りは初めは手で引っ張り伸ばす手打ち製法だったが、客が増え後に製麺機になった。竹家のラーメンは中華料理の「肉絲麺（ロゥスーミェン）」を原型としたもので、塩味をベースとしており、主に中国人留学生向けの料理であった。日本人の嗜好に合うように大久タツが王文彩の後任の料理人の李宏業と李絵堂に相談し、2人は油が濃いラーメンから麺・スープ・具を改良、試行錯誤の末、1926年（大正15年）の夏に醤油味でチャーシュー、メンマ（シナチク）、ネギをトッピングした現在のラーメンの原形を作り出した。当時、先述の浅草来々軒でもチャーシュー、メンマ、ネギを入れた醤油ラーメンがあり、横浜南京街でも同様ものが出現していたといわれる。各地で現在一般的になったラーメンの基本型ができていった。
1954年に、長崎ちゃんぽんの白濁スープをヒントに、トンコツスープを濃厚にした白濁トンコツラーメンの「元祖長浜屋」が開業。同時期、東京・荻窪では東京ラーメンの「丸長」や「春木屋」が開店。田中角栄の日本列島改造論により「地方の時代」が叫ばれるようになった1971年、京都で「天下一品」が開店、1974年に横浜の「吉村家」が開店し、家系ラーメンが始まる。
1990年代に入ると、B級グルメに注目が集まり、環七では夜間営業店がしのぎを削る環七ラーメン戦争が起こった。地方の名店が東京に続々進出し始め、店主が作務衣・タオル巻き・腕組みで写真を撮り、時代はご当地ラーメンから、個人の特色を押し出したラーメンに移行し、のれん分けなどで国内外のラーメンブームを形作っていった。2012年Japanese Soba Noodles 蔦（巣鴨）が世界初となるミシュラン一つ星を獲得した。

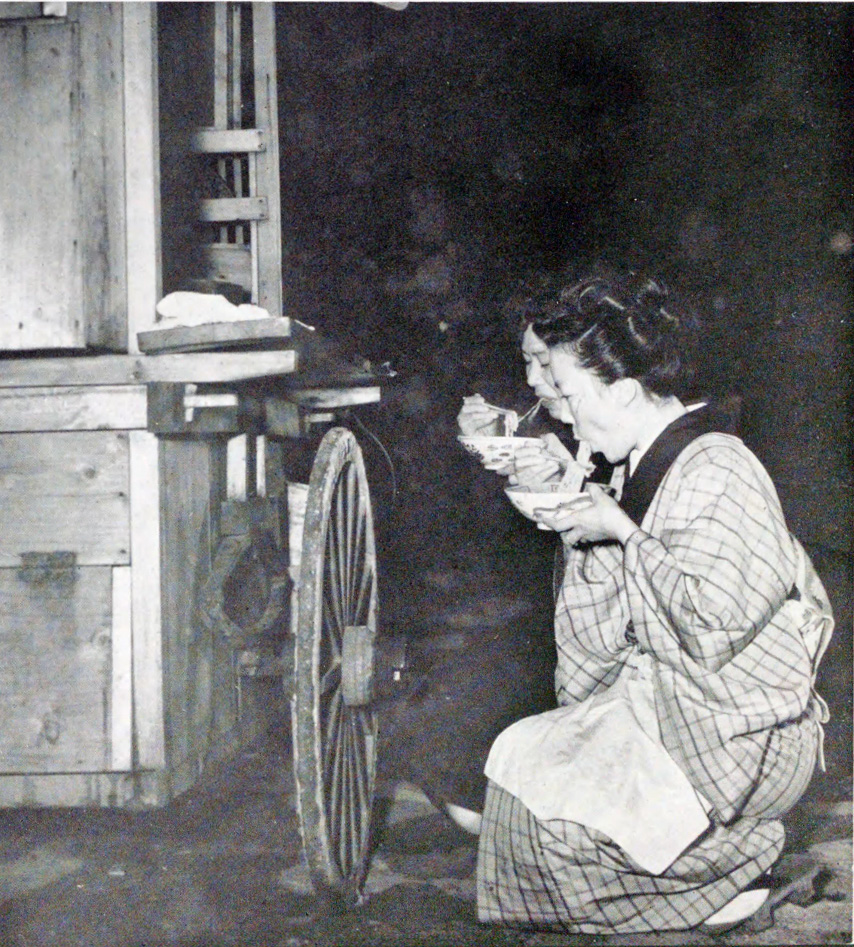
屋台で支那そばを食べる女性、東京上野、昭和31年。

今日のラーメンの普及には、大きく2つの源流が見受けられる。1つは中華街などで中国からの移住者の営む中華料理屋や、戦前の来々軒に始まり戦後は中国や旧満洲国からの引揚者などが開店した日本風の中華料理屋のメニューである。2つは屋台での販売と、その流れを汲む固定店舗を開設したラーメン屋である。中国の居住経験からラーメンの調理法を習得した者が多かったのに加え、安い材料で美味しく栄養のあるラーメンは、物資が乏しい戦後にはうってつけだった。屋台自体は、古くは江戸時代の固定式屋台の夜鳴き蕎麦屋からの風習にのっとり、調理器具を積んで夜間に商売していた。「ドレミーレド、ドレミレドレー」というメロディーをチャルメラで鳴らして流しの移動式屋台で市中を回る光景は昭和30年代まではよくみられた。
長年にわたり、庶民の味として親しまれてきたラーメンは、1996年に中華そば青葉が、魚介系と動物系の出汁を合わせるWスープのラーメンを打ち出したのをきっかけに、スープ料理としてのラーメンの価値が見直され、創作ラーメンブームにつながった。スープの出汁、タレ、香味油、煮玉子などのトッピング、麺と、ラーメンのあらゆる要素について新しい試みを行う料理人と店が次々と現れ、当時、普及が始まったインターネットのサイト上でのラーメンの食レポ、TVチャンピオン（TXN系列）のラーメン王選手権が輩出した新世代のラーメン評論家、ラーメン特集を組む情報誌やテレビの情報番組、新横浜ラーメン博物館、氷河期世代のラーメン屋転身などとの相乗効果もあり、ラーメンの多様化が一気に進んだ。この流れは現在も続いており、ラーメンは日本において最も変化が激しく、多様化された料理形態となっている。
しかし2023年には倒産や休廃業をしたラーメン店が合わせて74件と過去最多となり、ラーメン業界にとっては未曽有の危機となっている。

### 店舗形態

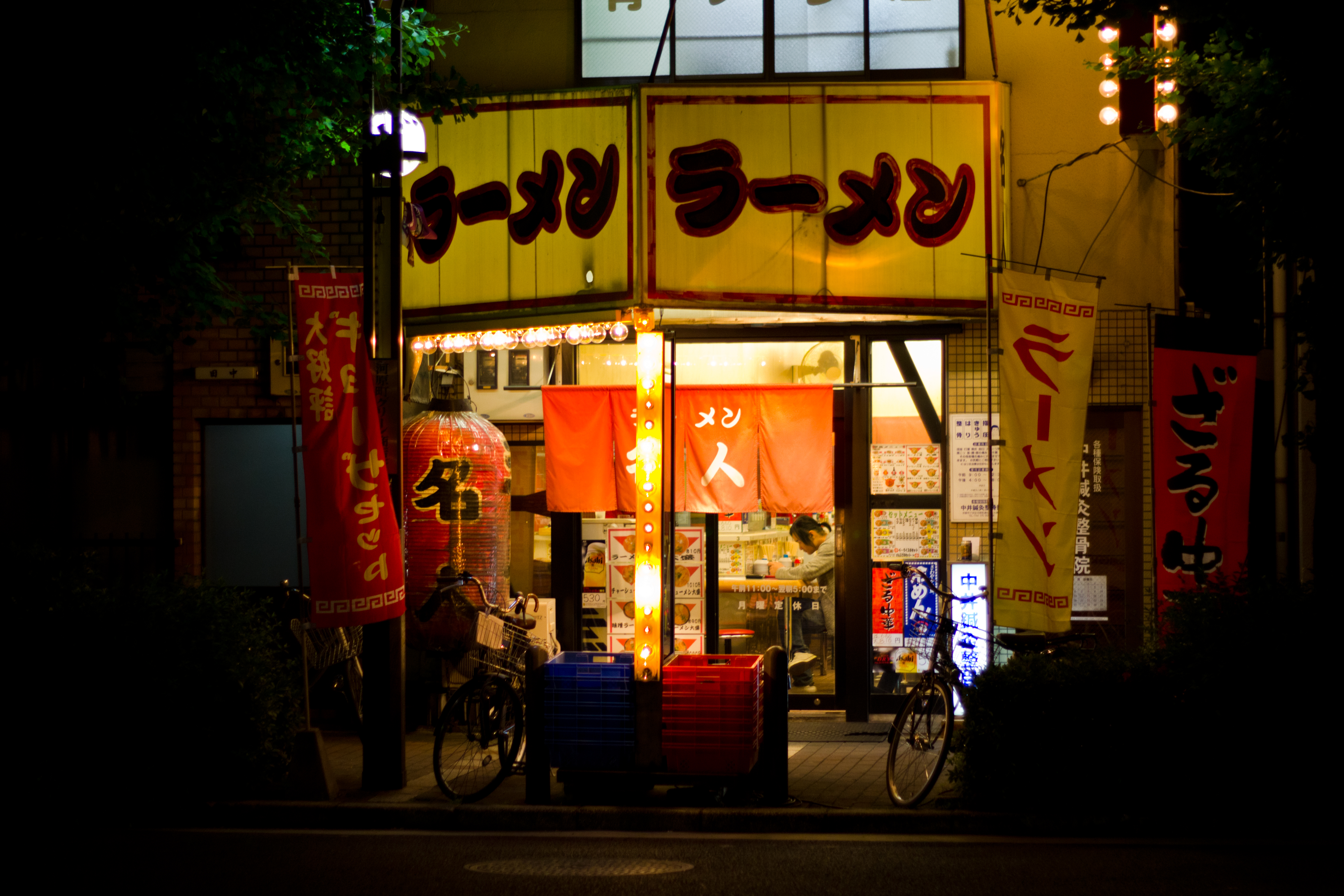
京都のラーメン店

専門店の店舗形態としてはカウンターのみ、あるいはテーブルとカウンターからなるものが多い。専門店では味噌や醤油、豚骨などスープの味によって、メニューが区別されていることが多い。特定のスープの味に特化した専門店も多い。ご当地ラーメンなど地域全体で独特なスープや味付け・食材が主流となっている地域も多い。
これらラーメン専門店のラーメンは、麺とスープの製法に各店独自の工夫を凝らすことで様々な個性が生じ、独自の発達を遂げた。特にスープは多くの場合、レシピについて門外不出の「秘伝」とされ、暖簾分けという形での伝授や、法人化した店舗ではチェーン展開による指導などを通じて広まっていった。
チェーン展開やフランチャイズ展開するラーメン店も現れ、これらの店はスープなどは企業秘密のまま本社の工場で生産して、末端店舗は本部から卸されたスープを、本社に決められたレシピ通りに使用するだけ、という形が採られることも多い。この場合、スープは運送に適したように、濃縮状態にされ、一斗缶などの容器に詰められている例もある。独自の屋号で開店していても、スープ、タレ、食材などは他店（他社）から提供を受けている店もある。これは味分けと呼ばれる場合がある。
現在では年間6,000軒以上のラーメン屋が開業し、5,000軒以上のラーメン屋が廃業するという凄まじい競争が起こっており、他店と差別化が図れないラーメン屋は、1年と持たず潰れるほどである。

### 呼称の変遷
日本では明治から昭和初期までは、「南京そば」「支那そば」と一般に呼称されていた。この場合の「南京」は南京町（中華街）や南京豆同様に、都市としての南京市というより、「中国の」あるいは「外来の・舶来の」という意味合いである。「支那」は、当時の中国の意味である。
第二次世界大戦後の1946年（昭和21年）に、中華民国（当時の中国の国名）の名称として、支那という単語の使用自粛が外務省事務次官通達により要請されたことから、『中華そば』という名称が生まれ、支那そばに代わって中華そばと一般的に呼称されるようになった。ただし、現在でも政治的立場などからラーメンを支那そばと呼ぶ場合がある。また、それぞれの地域でラーメンが普及した時代によるともされる。
当初は多数派だった「中華そば」に代わって、「ラーメン」という呼称が多数派となったのは、1958年 (昭和33年) に発売された初のインスタントラーメン「チキンラーメン」（日清食品）が普及したためといわれている。以降はラーメンと呼称されることが一般的になったが、「中華そば」も引き続き使われている。おやつカンパニー（当時は松田産業）の「味付中華麺」など、チキンラーメン以前から即席麺は存在していた。
「拉麺」も京都拉麺小路や東京拉麺など、使われている。

### ご当地ラーメンブーム
これには、1960 - 70年代から既に高い知名度を持っていた札幌ラーメンなどが観光に大きく寄与していたことも与っている。「札幌ラーメン」を謳ったチェーン店が全国に展開し、インスタントラーメンの商品名にも使用された。これらは「ご当地ラーメン」などと称され、観光資源として雑誌媒体、テレビマスコミでのPRなどに用いられている。
その後、これら「ご当地ラーメン」の個性を楽しむ人たちが増え、現在でもマスコミの取材などをきっかけとして地域毎にラーメンブームの様相を呈することは珍しくない。現在は旅行ガイドブックジャンルを細分化したジャンルの一つとして「ラーメン本」が成立している。観光地や、東京都内など、大都市圏のラーメン店舗間の競合の激しい地域ごとに出版されている。これらの情報を頼りにラーメンを食べ歩く者もいる。
インターネットではラーメン店を評価するホームページやグルメ系ポータルサイトなどが存在する。ラーメン店に対する口コミを見ることができる。
スーパーマーケットやコンビニエンスストアなどでは生ラーメンやカップラーメンが販売される。人気のご当地ラーメン風の味付けをされた製品や、有名人気ラーメン店やその店主がタイアップしたラーメンも多数販売されている。
これらの市場拡大によってラーメン専門のフードライターや評論家という、ラーメンを食べて評し、記事を書く事を職業とする人物さえ幾人も登場している。
このようなご当地ラーメンが時に大きな市場や経済効果を作り出してきた一方で、「ご当地ラーメン」には、単にラーメン店の店舗数が人口や市街地の規模に比して多いだけで、その地域の固有といえる特段の共通の特徴がなかったり、マスコミに特集されるほどの質（味に加えて接客サービスなど）が伴わない地域も存在している。ブームに便乗しようとする者も多い。
ライターの速水健朗によれば、このご当地ラーメンブームは三浦展のいう「ファスト風土化」（主に1970年代辺りからモータリゼーションとともに日本の風景が均一化していったとする議論）と密接に結び付いていると述べている。

## ご当地ラーメン
特定の地域で食べられているそれぞれ何らかの独自性があるラーメンをご当地ラーメンという。しかし、必ずしも、周辺地域の店が同じような味とは限らない。その地域の名を冠して呼称されることが多い。
2023年2月7日に総務省が発表した家計調査によると、2022年の1世帯（2人以上）あたりのラーメン外食費は、山形市が1万3196円で、都道府県庁所在地・政令指定都市の中で最多だった。2020年まで8年連続首位だった。2位の新潟市は1万2573円、3位は仙台市だった。

### 北海道
北海道各地におけるラーメンについては、多種にわたるため下記の別項に掲載する。
索引に戻る

### 東北
| 都道府県             | 名称                            | 市町村                                   | 画像 | 解説 |
| 青森県               |                                 |                                          | | |
| -------------------- | ------------------------------- | ---------------------------------------- | --- | --- |
| 青森県               | 津軽ラーメン                    | 弘前市、青森市                           | 津軽ラーメン | ドロドロの濃厚煮干し系と、さっぱりした王道系がある（県農林水産部による）。                                                     |
| 青森県               | 味噌カレー牛乳ラーメン          | 青森市                                   | 味噌カレー牛乳ラーメン | 味噌ラーメンにカレーパウダーと牛乳を入れた物。                                                                                 |
| 青森県               | 八戸らーめん                    | 八戸市                                   | 八戸らーめん | 親鶏ガラと長ネギ・ニンニクなどの地元食材をふんだんに使い、煮干でだしを取る。                                                   |
| 青森県               | いかすみらぁめん                | むつ市大畑地区                           | 画像をアップロード | 大畑町漁業協同組合と製麺所、地元商工関係者等によって開発された。麺にいか墨を練り込み、スープは澄んだほたて出汁のあっさり塩味。 |
| 秋田県               |                                 |                                          | | |
| 十文字中華そば       | 横手市十文字町 （旧・十文字町） | 十文字ラーメン                           | 煮干や鰹節などを出汁に使用した醤油ベースのあっさりとした和風スープ、かんすいを全く用いず独特の食感をもつ細い縮れ麺が特徴。 | |
| 江戸系ラーメン       | 秋田市                          | 画像をアップロード                       | 醤油ベースのスープに節のないメンマと辛い薬味が特徴。 店名に「～江戸」という名前で秋田市内にのれん分け店が複数存在。 | |
| 比内地鶏ラーメン     | 大館市ほか全県                  | 比内地鶏ラーメン                         | 比内地鶏（天然記念物の比内鶏のF1種）ベースのラーメンで、鶏肉がトッピングされることが多い。あっさりとした風味。 | |
| 岩手県               |                                 |                                          | | |
| 大船渡さんまらーめん | 大船渡市                        | 大船渡さんまらーめん                     | 大船渡で水揚げされたサンマを使用しているのが特徴で、店舗ごとにサンマをだしに使用したものや、まるごと一本乗せているものもある。 | |
| 磯ラーメン           | 三陸沿岸                        | 磯ラーメン                               | 魚介出汁と、海藻と魚介の具が特徴。発祥は三陸だが現在北海道から宮城まで供されている。 | |
| 宮古ラーメン         | 宮古市                          | 宮古ラーメン                             | 醤油味で煮干系の透き通ったスープに細縮れ麺が特徴。 | |
| 宮城県               |                                 |                                          | | |
| 気仙沼らぁめん       | 気仙沼市                        | 画像をアップロード                       | サンマの香油を使うラーメン（塩か醤油）、または塩味のふかひれラーメンが認定条件。 | |
| 山形県               |                                 |                                          | | |
| 酒田ラーメン         | 酒田市                          | 酒田ラーメン                             | 豚骨・鶏がら・煮干・昆布を出汁に使用し、具はチャーシュー、メンマ、ネギが基本。生地が極薄のワンタンが入ったものもある。透き通った醤油味のスープが特徴。 | |
| とりもつラーメン     | 新庄市                          | とりもつラーメン                         | 山形新幹線の新庄延伸以降、特産品として売り出している。新庄市内の居酒屋でメニューとして鶏のモツ煮込みを出していたところ、一部の常連客がラーメンと鶏のモツ煮込みを同時に注文して食べるようになり、その食い合わせの妙に気付く者が現れたのがきっかけ。 | |
| 鳥中華               | 天童市                          | 鶏中華（山形県）                         | スープは蕎麦だしを応用した和風。鶏肉、天かす、海苔などが乗る。胡椒を効かせてあるのが特徴。 | |
| 冷やしラーメン       | 山形市                          | 冷やしラーメン                           | 山形市本町のラーメン店「栄屋本店」の初代店主が、夏に冷たいラーメンを食べたいという常連客の要望で開発を始め、試行錯誤の末、1年かけて1952年に完成させた。盆地に位置し、夏の暑さが厳しく、温かいラーメンの需要が落ちるため、冷たい蕎麦からの発想で、ラーメンも冷たくなったのではないかと、ラーメン評論家の大崎裕史は推測している。山形ラーメンは醤油味が圧倒的に多く、山形（内陸部）の冷やしラーメンも同様に醤油味がほとんどである。                                          | |
| 赤湯辛味噌ラーメン   | 南陽市                          | 赤湯辛味噌ラーメン                       | 味噌ラーメンに辛味噌がトッピングされていることが特徴。考案した店である龍上海の登録商標。創業当時、それほど繁盛しているとは言えず、スープが売れ残ることもたびたびあり、店主が自宅へ持ち帰って味噌を入れて味噌汁にして家族で飲んでいたが、その味噌汁に息子が麺を入れ、これを美味いと父に勧めたことから開発が始まり、試行錯誤の末に、赤湯特産の唐辛子、山形の赤味噌などをニンニクや香辛料などとブレンドした辛味噌をスープに混ぜずにトッピングするスタイルが1960年に完成した。 | |
| 米沢ラーメン         | 米沢市                          | 米沢ラーメン                             | 1920年代、米沢に居住していた中国人が始めた中華そば屋台が原形とされる。後に、東京の精養軒で修行したコックが「手揉み」による縮れ麺を発案するなどの改良を加え、現在の特徴が形成された。米沢市内だけで100軒を超えるラーメン店があるが、ほとんどの店舗で「ラーメン」ではなく「中華そば」と呼んでいる。 | |
| 馬肉ラーメン         | 長井市                          | 馬肉ラーメン                             | 長井市周辺でのみ食べられているラーメンで、チャーシューに馬肉を使っている。長井市では古くから馬肉の食文化が根付いており、長井市に住む年配者が市外でラーメンを食べてチャーシューが馬肉ではなくて驚いたという話もある。 | |
| 福島県               |                                 |                                          | | |
| 喜多方ラーメン       | 喜多方市                        | 喜多方ラーメン                           | 醤油ベースのスープで、コシが強い独特の縮れた平打ち麺が特徴。 | |
| 白河ラーメン         | 白河市                          | 白河ラーメン                             | 濃いめの醤油スープにコシがある手打ち麺が、味わい深いスープに絡み合う。トッピングにほうれん草がのることも特徴。 | |
| 郡山ブラック         | 郡山市                          | 郡山ブラック                             | 濃厚な醤油を使った黒いスープが特徴。 | |
| 会津山塩ラーメン     | 北塩原村                        | 会津山塩ラーメン（うえんで・芦ノ牧温泉） | 大塩裏磐梯温泉の温泉水を焚いて作った「山塩」を使用したラーメン。透き通ったスープとまろやかな味が特徴。 | |

索引に戻る

### 関東
| 都道府県                           | 名称                                                                            | 市町村                                           | 画像 | 解説 |
| 茨城県                             |                                                                                 |                                                  | | |
| ---------------------------------- | ------------------------------------------------------------------------------- | ------------------------------------------------ | --- | --- |
| 茨城県                             | 水戸藩らーめん                                                                  | 水戸市                                           | 水戸藩らーめん | 麺にレンコンの粉を練り込んである。あっさりした醤油味。また、「五辛」（ニラ、ラッキョウ、ネギ、ニンニク、ショウガ）という薬味を添えるのが特徴。 |
| 茨城県                             | スタミナラーメン                                                                | ひたちなか市                                     | スタミナラーメン | レバー・カボチャ・ニラ・キャベツなどをメインとした具だくさんの熱々の甘辛い餡が特徴。                                                           |
| 茨城県                             | 下館ラーメン                                                                    | 筑西市                                           | 下館ラーメン | 濃いめの醤油味で、鶏肉のチャーシューや甘辛く煮付けられた鶏皮がトッピングされることが多い。                                                     |
| 栃木県                             |                                                                                 |                                                  | | |
| 佐野ラーメン                       | 佐野市                                                                          | 佐野ラーメン                                     | 醤油ベースの澄んだスープに、コシのあるちぢれ麺が特徴。麺の製法は青竹を使った手打麺が伝統的。 | |
| 群馬県                             |                                                                                 |                                                  | | |
| 藤岡ラーメン                       | 藤岡市                                                                          | 画像をアップロード                               | 鶏ガラを軸としたあっさり目の醤油味のスープと、太めの縮れ麺を使う店が多い。 | |
| 埼玉県                             |                                                                                 |                                                  | | |
| スタミナラーメン                   | さいたま市                                                                      | スタミナラーメン                                 | 大宮市（現・さいたま市）にある矢沢商事により、大宮駅西口前の「漫々亭」で誕生したメニュー。 | |
| 茶らーめん                         | 鶴ヶ島市                                                                        | 画像をアップロード                               | 埼玉名産の狭山茶を練り込んだ麺に、塩スープと沢山の茹で野菜が特徴のラーメン。 | |
| きんぴらラーメン                   | ふじみ野市                                                                      | 画像をアップロード                               | 醤油ラーメンにきんぴらがのったご当地ラーメン。 | |
| 千葉県                             |                                                                                 |                                                  | | |
| 竹岡ラーメン                       | 富津市                                                                          | 竹岡ラーメン                                     | 肉の旨みの詰まっているチャーシュー煮汁の醤油ダレを麺茹湯で割った真っ黒なスープ、薬味に角切りの玉ねぎ、大ぶりチャーシュー、乾麺を使用することが多いのが特徴的なラーメン。 | |
| 勝浦タンタンメン                   | 勝浦市                                                                          | 勝浦タンタンメン                                 | 醤油ベースのスープで、ラー油を多く使用したラー油系タンタンメン。 | |
| 船橋ソースラーメン                 | 船橋市                                                                          | ソースラーメン（ハムカツトッピング）大輦御殿通店 | ウスターソース をベースにしたラーメン。戦後、船橋駅近くに創業した「花蝶」（閉店）が考案したとされる。 | |
| アリランラーメン                   | 長南町・長柄町                                                                  | アリランラーメン                                 | 千葉県長生郡長柄町発祥。玉ねぎが利いたスープに、豚肉・ニンニク・ニラ・ネギをのせた ピリ辛味のラーメン。親族が経営する2軒の店のみで提供（市原市にあった店は2019年に閉店）。名前の由来は、店が山の中にあることから、アリラン峠にちなみ、無事に峠を越えられるように、との願いを込めたもの。 | |
| ホワイトガウラーメン               | 袖ケ浦市                                                                        | 画像をアップロード                               | 牛乳を使用した白いスープのラーメン。袖ケ浦市の牛乳生産量が千葉県内トップクラスであることから、スープに牛乳を使ったラーメンが考案された。 | |
| いちはらーめん                     | 市原市                                                                          | 画像をアップロード                               | 同市の郷土食である豆造に加え、特産野菜の姉崎だいこん、伝統野菜の加茂菜を使用した味噌ラーメン。 | |
| 東京都                             |                                                                                 |                                                  | | |
| 東京ラーメン                       | 東京を中心とする首都圏                                                          | 東京ラーメン                                     | 浅草区（現・台東区）の来々軒が発祥。鶏ガラベースの醤油ラーメン。 | |
| 荻窪ラーメン                       | 杉並区                                                                          | 荻窪ラーメン                                     | JR中央線荻窪駅周辺が発祥。魚介系スープがベースの醤油ラーメン。 | |
| 八王子ラーメン                     | 八王子市                                                                        | 八王子ラーメン                                   | 醤油タレの醤油ラーメン。トッピングに刻みたまねぎを入れているのが特徴。 | |
| 青葉系ラーメン                     | 中野区                                                                          | 青葉系ラーメン                                   | 魚系スープと動物系スープの脂をあわせたスープがベースの醤油ラーメン。 | |
| 油そば                             | 東京都多摩地区                                                                  | 油そば                                           | 東京都武蔵野市発祥、多摩地域でポピュラーなラーメン。スープはなく、温かい麺に濃厚なタレを絡めて食べる。タレは、醤油系が多い。トッピングは刻みネギやニンニク、たまご、チャーシュー、メンマなど。                                                                                           | |
| 二郎系ラーメン                     | 港区                                                                            | 二郎系ラーメン                                   | 豚骨ベースの醤油ラーメン。分厚く切られたチャーシューと山盛りのモヤシとキャベツが特徴的。背脂をかけることも多く、カロリーが極めて高い。 | |
| ちゃん系ラーメン                   | 千代田区                                                                        | チャーシュー麺（中野邦ちゃんラーメン）           | “ちゃん”を名乗っているラーメン店のラーメン。醤油スープで、表面には脂がたっぷり浮いている。麺は平打ち麺を使用。 | |
| 神奈川県                           |                                                                                 |                                                  | | |
| ニュータンタンメン                 | 川崎市、横浜市を中心とした神奈川県 および東京都、長野県、埼玉県、宮城県、千葉県 | ニュータンタンメン                               | 神奈川県発祥で横浜市に本社を置く元祖ニュータンタンメン本舗が担々麺をアレンジして作った新たな担々麵。鶏ガラや豚ガラ塩味ベースのスープに粗挽きの唐辛子・溶き卵・ニンニク・ひき肉を加え調理されている。                                                                                     | |
| サンマーメン                       | 横浜市および湘南地方の一部                                                      | サンマーメン                                     | もともとは醤油味がベースのスープに、具は肉、もやし、白菜に餡をかけたシンプルなものであったが、現代では塩ベースや、キクラゲ、人参、たけのこ、ニラ等の葉物野菜を加える。漢字では生馬麺/生碼麺とも表記し、サンマがのっていたり、サンマベースのスープというわけではない。                    | |
| 家系ラーメンおよび横浜家系ラーメン | 横浜市                                                                          | 家系ラーメン                                     | とんこつと鶏ガラをベースにしたコク深いスープに特製醤油ダレ、極太麺が特徴。1974年創業の吉村家（よしむらや）を源流とし、同店で修行し各地で独立した店舗が「○○家」を名乗ったことから家系と呼ばれる。                                                                                         | |
| 神奈川淡麗系ラーメン               | 横浜市海老名市等 神奈川県一部地域                                               | 神奈川淡麗ラーメン                               | 横浜市くじら軒や海老名市中村屋等で提供される、あっさりした醤油細麺。 | |
| 平塚タンメン                       | 平塚市                                                                          | チャーシューのタンメン                           | 透き通った酸味のあるスープにワカメと刻みタマネギがトッピングされている。 | |
| 小田原系ラーメン                   | 神奈川県西部                                                                    | 小田原系ラーメン                                 | 湯河原町にある「味の大西」が総本山。濃い醤油スープに、平打ち縮れ麺、特徴的なものとして、細長く巻かれたワンタン、三つ葉に加え、チャーシュー、メンマをのせる。 | |
| 小田原系担々麺                     | 神奈川県西部                                                                    | 小田原系担々麺                                   | 1975年に神奈川県小田原市上曽我で発祥した、ひき肉・ザーサイ・ニンニク・豆板醤などをベースとした、とろみの強いあんかけ風甘辛スープの担々麺を特徴とするラーメン店群である。タンタン麺専門店中華四川をその源流とする。                                                                       | |
| 三崎まぐろラーメン                 | 三浦市                                                                          | 画像をアップロード                               | 醤油ベースのマグロのダシが入ったスープ。麺は細麺。マグロのすり身を揚げた「さんが」などをのせる。 | |

索引に戻る

### 中部
| 都道府県               | 名称                                           | 市町村                 | 画像 | 解説 |
| 新潟県                 |                                                |                        | |      |
| ---------------------- | ---------------------------------------------- | ---------------------- | --- | ---- |
| 新潟県                 | →「 新潟県のラーメン 」を参照                  |                        | |      |
| 長野県                 |                                                |                        | |      |
| みんなのテンホウ       | 長野県諏訪地方を中心に、長野県内にチェーン展開 |                        | 東京風醤油ラーメンを主に、チャーメン、タンメン、タンタンメンなど展開。餃子も人気が高い。東京・歌舞伎町にあった「餃子会館」で創業者が修行した味がベース。                     |      |
| 王様中華そば           | 長野県全域と新潟県・山梨県・東京都の一部       | 画像をアップロード     | かつて長野県長野市権堂町に存在したラーメン店「光蘭」をインスパイアしたラーメン。鶏がらの澄んだ醤油味のスープに黒胡椒を入れるのが定義。                                       |      |
| 安養寺ラーメン         | 佐久市                                         | 安養寺ラーメン         | 安養寺味噌を使用した味噌ラーメン。 |      |
| 山梨県                 |                                                |                        | |      |
| やまなし源水ラーメン   | 県内全域                                       | 画像をアップロード     | 2023年11月より提供開始。山梨県の水をスープ・麺の双方に使用し、スープは魚のアラがベース。山梨県産の食材を最低1つはトッピングするルールがある。                                |      |
| 富山県                 |                                                |                        | |      |
| 富山ブラック           | 富山市                                         | 富山ブラック           | 戦後復興期、肉体労働者のための塩分補給として、醤油を濃くして、チャーシューたっぷりのラーメンを考案したのが、はじまりといわれる。                                             |      |
| 富山ホワイト           | 富山市                                         | 画像をアップロード     | 富山県名産の白エビを加えた塩ラーメン。野菜類や白エビ、肉類などが乗る。 |      |
| 入善ブラウンラーメン   | 入善町                                         | 入善ブラウンラーメン   | 濃厚な海老味噌スープに、入善町で造られた深層水使用の麺を使用。 |      |
| 入善レッドラーメン     | 入善町                                         | 画像をアップロード     | トウガラシ練り込み麺に塩スープのラーメン。 |      |
| おやべホワイトラーメン | 小矢部市                                       | おやべホワイトラーメン | スープは白い豚骨、肉味噌が乗っている、小矢部の食材を使用、の3項目を満たしたラーメンを小矢部市内の飲食店で提供。                                                              |      |
| 高岡グリーンラーメン   | 高岡市                                         | 高岡グリーンラーメン   | とんこつベースのスープに、ほうれん草をすりつぶし、柚子胡椒で和えたチャーシューの細切れを加える。                                                                             |      |
| かけ中                 | 射水市                                         | かけ中                 | ラーメンのスープの代わりにうどんのつゆを使った新湊のラーメン。 |      |
| 福井県                 |                                                |                        | |      |
| 敦賀ラーメン           | 敦賀市                                         | 敦賀ラーメン           | 豚骨と鶏ガラの2種類を併せた醤油味のスープが主流。 |      |
| 岐阜県                 |                                                |                        | |      |
| 高山ラーメン           | 高山市                                         | 高山ラーメン           | しょう油味のスープに細く縮れた麺というシンプルな組み合わせが特徴のラーメン。地元では中華そばと呼ぶ。                                                                         |      |
| 愛知県                 |                                                |                        | |      |
| 好来系ラーメン         | 名古屋市および東海地方                         | 好来系ラーメン         | 名古屋の好来で始まった鶏ガラ・豚骨・魚介に加え根菜で出汁を取るのが特徴のラーメン。チャーシュー、メンマの大盛りがそれぞれあるのが特徴。                                       |      |
| 台湾ラーメン           | 名古屋市および東海地方                         | 台湾ラーメン           | 麺の上にいためたひき肉とニラがどっさりと載り、スープは鶏ガラベースで唐辛子をたっぷり加える。元祖は名古屋市の台湾料理店「味仙」だといわれている。                             |      |
| 八丁味噌ラーメン       | 岡崎市                                         | 画像をアップロード     | 八丁味噌を使用したラーメン。 |      |
| ベトコンラーメン       | 一宮市・岐阜県岐阜市                           | ベトコンラーメン       | ニンニクをたっぷり使ったラーメン。「ベスト・コンディション・ラーメン」の略、あるいは「ベトナム戦争中の時期に生まれ、ベトコンの名前にちなんだ」ともいわれる。                 |      |
| 静岡県                 |                                                |                        | |      |
| 忍者系ラーメン         | 浜松市およびその周辺                           | 画像をアップロード     | 黒い見た目のスープを特徴とする醤油ラーメンだが、見た目とは反対にあっさりとした味わい。トッピングはチャーシュー、ネギ、メンマが主流。支那そばの商品名で提供されることが多い。 |      |
| 志太系ラーメン         | 藤枝市・焼津市・島田市                         | 画像をアップロード     | 朝ラーメン発祥の地。冷やしラーメンもある。 |      |

索引に戻る

### 近畿
| 都道府県           | 名称                                  | 市町村                     | 画像 | 解説 |
| 京都府             |                                       |                            | | |
| ------------------ | ------------------------------------- | -------------------------- | --- | --- |
| 京都府             | 京都ラーメン                          | 京都府南部・滋賀県南部地域 | 京都ラーメン | 濃厚豚骨醤油、濃厚鶏白湯、真っ黒な醤油（京都ブラック）、背脂チャッチャ系の四大系統。九条ねぎをふんだんに入れるものも多い。一乗寺をはじめ左京区、伏見区等ラーメン激戦区と呼ばれる地区が多数ある。 |
| 滋賀県             |                                       |                            | | |
| 近江ちゃんぽん     | 彦根市                                | 近江ちゃんぽん             | 1963年（昭和38年）に創業した「麺類おかべ」が発祥。中華麺、和風だしを使用。魚介が入らない、澄んだ醤油ベース。酢を入れて食べる。 | |
| 湖国ブラック       | 大津市                                | 湖国ブラック               | たまり醤油を使った黒いラーメン。具に麩が入るのが特徴。 | |
| 兵庫県             |                                       |                            | | |
| 神戸ラーメン       | 神戸市・阪神地域                      | 神戸ラーメン               | 麺はストレート麺、具材はチャーシュー、茹でたもやし、青ネギを基本とする。神戸第一旭が初めて名乗る。その他、もっこす、ラーメンたろう等のチェーン店があるが、統一された特徴はないとされる。 | |
| 播州ラーメン       | 西脇市・加東市・多可町                | 播州ラーメン               | 細めの縮れ麺に、チャーシュー・ねぎ・もやし・のりなどの具を乗せる。鶏ガラや豚骨、野菜などを煮込み、甘味のある醤油味が特徴。スープが甘い理由は、織物産業（播州織）が盛んであった昭和30年代、若い女性労働者が多く住んでおり、口にあうように工夫を重ねて生み出されたと言われている。 | |
| 姫路ラーメン       | 姫路市・加古川市・たつの市・ 播磨地域 | 姫路ラーメン               | 醤油ベースのスープ、ストレート麺が基本だが、共通したレシピはないとされる。特徴的なトッピングは生姜をのせること。 | |
| 播州赤穂塩ラーメン | 赤穂市                                | 画像をアップロード         | 赤穂の塩を使う比較的シンプルな塩ラーメンだが、店によっては生ニンニクなどを組み合わせて特徴を出している。 | |
| 大阪府             |                                       |                            | | |
| 高井田ラーメン     | 大阪市東成区・東大阪市                | 高井田ラーメン             | 極太ストレート麺、濃厚な醤油味が特徴。大阪シティバス高井田バス停（東大阪市高井田地区とは場所が異なる）が名前の由来とされる。 | |
| 奈良県             |                                       |                            | | |
| 天理ラーメン       | 天理市                                | 天理ラーメン               | 白菜を多く使う。彩華ラーメン、天理スタミナラーメンの二系統ある。 | |
| 和歌山県           |                                       |                            | | |
| 和歌山ラーメン     | 和歌山市など和歌山県紀北地方          | 和歌山ラーメン             | 醤油系と豚骨醤油系に分かれる。醤油系は和歌山市内の中心部を走っていた路面電車の停車場に軒を並べていた屋台を発祥する味。見た目は濃い茶色だが、食べると意外とあっさりしているのが特徴。現在の和歌山中華そばの主流。 豚骨醤油系は、コクのあるまろやかな豚骨スープと醤油が絶妙に絡み、奥行きの深さを感じることができる。全国で「和歌山ラーメン」といえば、こちらの味を指すことが多い。 どちらの系統も、麺はストレートのやや紐麺で、具はチャーシュー、かまぼこ、メンマ、ネギなど。 （和歌山市観光協会による） | |

索引に戻る

### 中国・四国
| 都道府県                 | 名称                          | 市町村             | 画像 | 解説 |
| 岡山県                   |                               |                    | |      |
| ------------------------ | ----------------------------- | ------------------ | --- | ---- |
| 岡山県                   | →「 岡山県のラーメン 」を参照 |                    | |      |
| 広島県                   |                               |                    | |      |
| 福山ラーメン             | 福山市                        | 画像をアップロード | 鶏ガラの清湯の醤油ラーメンで味付けは軽めで中細麺を使う。比較的具はシンプルで、若干の背脂が乗る。                                                                 |      |
| 尾道ラーメン             | 尾道市                        | 尾道ラーメン       | 豚の背脂を浮かせた醤油ベースのスープに平打ち麺がスタンダード。                                                                                                   |      |
| 広島ラーメン             | 広島市                        | 広島ラーメン       | 白濁トンコツに魚介類を加えたダシで醤油味が多い。麺はストレート麺。具はネギ、チャーシュー、メンマ、モヤシなど。尾道ラーメン等備後地方のラーメンとは大きく異なる。 |      |
| 呉ラーメン （呉冷麺）    | 呉市                          | 呉冷麺             | あっさりした中華そば。酢を加える食べ方もある。 |      |
| 鳥取県                   |                               |                    | |      |
| 鳥取牛骨ラーメン         | 倉吉市など鳥取県中部          | 鳥取牛骨ラーメン   | 牛骨でだしをとった醤油ベースのスープ。ちぢれ麺に、もやしやメンマ、ネギなどの具材を加える。                                                                       |      |
| 素ラーメン               | 鳥取市                        | 画像をアップロード | 鶏ガラのうどんの汁に中華麺を入れる。具には天かす、ネギ、カマボコ、モヤシなどが使用される。                                                                       |      |
| 島根県                   |                               |                    | |      |
| 松江ラーメン             | 松江市                        | 画像をアップロード | スープは塩味で、豚骨と鶏ガラ中心に、特産品のしじみから出汁をとる店もある。                                                                                       |      |
| 山口県                   |                               |                    | |      |
| 宇部ラーメン             | 宇部市                        | 画像をアップロード | 茶濁した濃豚骨、強い豚骨臭がし、中太の柔らかい麺を使用するラーメン。                                                                                             |      |
| 下松牛骨ラーメン         | 下松市                        | 画像をアップロード | 鳥取牛骨ラーメンとともに、数少ない牛骨スープのラーメン。独特な甘みと香ばしさが特徴。いなり寿司と一緒に食べるのが下松流とされる。                                 |      |
| 愛媛県                   |                               |                    | |      |
| 瀬戸内の海鮮だしラーメン | 松山市                        | 画像をアップロード | 瀬戸内海の小魚などの海産物・乾物からとった濃厚なスープに特徴がある。コクがあって食べごたえがある。甘くなく、にんにくを使わない。「あづま家」などに代表される。   |      |
| 瓢系ラーメン             | 松山市                        | 画像をアップロード | 甘い味のスープとチャーシューに特徴がある。複数の「瓢」で始まる店の名称に由来。                                                                                   |      |
| 徳島県                   |                               |                    | |      |
| 徳島ラーメン             | 徳島市                        | 徳島ラーメン       | 代表的な店舗では、味玉等の煮玉子やゆで玉子ではなく、生玉子を黄身が見えるように入れる。                                                                           |      |
| 高知県                   |                               |                    | |      |
| 鍋焼きラーメン           | 須崎市                        | 鍋焼きラーメン     | スープは、親鳥の鶏がら醤油ベースで、具は親鳥の肉、ねぎ、生卵、ちくわ（すまき）など。器は土鍋（ホーロー鍋、鉄鍋の場合もある）で熱々の状態で提供される。           |      |

索引に戻る

### 九州・沖縄
2016年に福岡市の公式ホームページに寄稿されたコラムによると、福岡のラーメン事情は「鎖国」と呼べるもので、その理由として「どこか福岡市民は、豚骨ラーメン以外はラーメンと認めない風潮があります」「もちろん福岡の（既存の）ラーメンは美味しいです。それにしたって、です。シェアの約8割が豚骨ラーメンという状況は、他の地域では考えられません」と指摘されている。なぜ「鎖国」状態となっているかについては「まず、地元愛が強すぎるということは無関係ではないでしょうね」「他のジャンルのラーメンが進出できない要因としては“価格”も大きな壁になっていますよね。東京だと一杯700～800円は当たり前だし、1000円超えてしまう場合も珍しくない。でも博多ラーメンって安いじゃないですか。替え玉しても600円（2016年当時）ぐらいで済んでしまう」との見解が示されている。因みに福岡の豚骨ラーメンはあっさり系が相場で、濃厚系は邪道だという。
| 都道府県             | 名称               | 市町村             | 画像 | 解説 |
| 福岡県               |                    |                    | | |
| -------------------- | ------------------ | ------------------ | --- | --- |
| 福岡県               | 博多ラーメン       | 福岡市             | 博多ラーメン | 元々明治時代の「水炊き」の〆として麺を入れたことが始まり。当初は鶏スープと醤油がベースであり、そこに臭い・脂の少ない豚の頭や背骨を混ぜ入れ、じっくり煮込み、ゼラチン質の強い濃厚な白濁スープに仕上げたもの。 |
| 福岡県               | 長浜ラーメン       | 福岡市中央区       | 長浜ラーメン | もとは長浜市場内で働く労働者向けに、いかに早く安く提供出来るかを目指し考案されたラーメン。その為、早くゆで上がる「細麺」や「替え玉」スタイルを考案した。また「替え玉」で薄くなったスープを補うために、卓上に「ラーメンスープ」が置いてあるのも特徴の一つ。 |
| 福岡県               | 久留米ラーメン     | 久留米市           | 久留米ラーメン | 濃厚な豚骨スープが特徴の豚骨ラーメン発祥の地。1937年に久留米の明治通りで屋台として創業した「南京千両」の創業者・宮本時男が昭和12年に豚骨ラーメンのアイデアを生み出した。長崎出身の宮本は、長崎ちゃんぽんの豚骨出汁と当時流行していた支那そばの醤油出汁をブレンドさせたスープ（豚骨醤油味）のアイデアを考案する。当時の南京千両で出された豚骨スープはほぼ透明で豚骨臭が少なくあっさりしており麺は中細のちぢれ麺、焼豚やメンマも細切りで提供された。 現在のような白濁した豚骨スープになったのは南京千両の後に豚骨ラーメンを屋台で提供していた屋台「三九」創業者・杉野勝見に由来する。杉野はスープの仕込み中、買い出しで出かける為店にいた母親に留守番を頼んだが時間がかかってしまい、戻ってみたら強火で長時間煮詰めて白濁したスープは臭いも強くもはや使い物にならないと思われた。試しにそれを味見をしたところ豚骨の旨味が出てまろやかで濃厚な味わいだったことから白濁系スープとして採用し、それが現在の豚骨ラーメンの潮流になっていった。 博多・長浜ラーメンとはスープの取り方が異なる。博多・長浜ラーメンが寸胴鍋で仕込んだスープを日々使い切る「取りきり」の方法であるのに対し、久留米ラーメンは、羽釜で炊き出したスープに減った分を継ぎ足しながら煮込み続ける「呼び戻し」という方法で作られる。また、麺は博多・長浜ラーメンの極細麺に比べ、久留米ラーメンはやや太めである。 |
| 福岡県               | 大牟田ラーメン     | 大牟田市           | 大牟田ラーメン | 豚骨ベースであるが、岡山県から伝わった等諸説ある。昭和20年代から、炭鉱の町としての発展とともに花開いた。 |
| 佐賀県               |                    |                    | | |
| 佐賀ラーメン         | 佐賀市             | 佐賀ラーメン       | 麺はやや太めのストレート麺、柔らかめ。スープは豚骨の旨味が凝縮された塩分・脂が控えめ。トッピングは生卵や佐賀のりなどをのせる。 | |
| 熊本県               |                    |                    | | |
| 玉名ラーメン         | 玉名市             | 玉名ラーメン       | 濃厚な豚骨スープと中細麺、焦がしにんにくチップが特徴。熊本ラーメンのルーツといわれる。（玉名市ホームページによる） | |
| 熊本ラーメン         | 熊本市             | 熊本ラーメン       | 九州を代表する豚骨ラーメンのひとつ。香ばしく揚げたにんにくやマー油が入っているのが特徴。 | |
| 大分県               |                    |                    | | |
| 佐伯ラーメン         | 佐伯市             | 佐伯ラーメン       | しょうゆ豚骨系の濃厚なスープに中太ストレート麺。コショウやゴマが効いたパンチのあるラーメン。造船業や漁業に従事する労働者の好みに合わせ、塩気の強いラーメンへと発展。 | |
| 長崎県               |                    |                    | | |
| あごだしラーメン     | 長崎県北部         | あごだしラーメン   | あご（トビウオ）の清湯出汁のラーメン。具は比較的シンプルで細ちぢれ麺を使う。 | |
| 宮崎県               |                    |                    | | |
| 宮崎ラーメン         | 宮崎市             | 宮崎ラーメン       | あっさりとした豚骨スープが特徴。麺は、加水率が高く柔らかめの太いストレート麺が中心。味の調整用に『にんにく醤油』が置いてある。 | |
| 宮崎辛麺             | 延岡市             | 宮崎辛麺           | 延岡市の居酒屋が発祥。醬油ベースに唐辛子やニンニクなどを加えて作られた辛旨スープと、噛み応えのある「こんにゃく麺」が最大の特徴。基本的なトッピングは溶き卵やニラ、挽き肉などが一般的。 | |
| 鹿児島県             |                    |                    | | |
| 鹿児島ラーメン       | 鹿児島市           | 鹿児島ラーメン     | スープは豚骨主体だが、基本的に白い濁りがなく、鶏ガラや野菜などの旨味が加わったあっさりした味わいが特徴。九州のラーメンの中では唯一久留米ラーメンの影響を受けていないとされる。 | |
| 串木野まぐろラーメン | いちき串木野市     | 画像をアップロード | スープは澄んだあっさり和風味。麺はちぢれ麺。トッピングにはマグロのづけをのせる。 | |
| 沖縄県               |                    |                    | | |
| 沖縄そば             | 那覇市他沖縄県全域 | 沖縄そば           | そば粉を使わず小麦粉だけを使い、かん水で練って作る太めの麺と、豚骨やかつお節からとった濃厚なだしで仕上げた汁が特徴。麺の上に乗せる具は、豚の三枚肉の煮つけ、棒かまぼこ、ネギ、紅生姜が定番だったが、近年はソーキそば、軟骨ソーキそば、野菜そばなど多種におよぶ。また、地域により麺、具ともに特徴があり、宮古そば、八重山そばなどがある。 沖縄のラーメン文化も参照。 | |

索引に戻る

### 定義
日本ラーメン協会では「ご当地ラーメン一覧」を作成しているが、掲載基準として以下の7つの定義のうち、2つ以上あてはまるものを対象としている。
『日本ご当地ラーメン一覧2023』に掲載されたラーメンは180種類あるが、未発掘のご当地ラーメンもあるものと推測されている。
1. その土地で広まった実績がある
2. 特徴、特色、定義などがある
3. 発祥から20年以上の歴史を持っている
4. 知名度がある（他県や都内に支店を出店、百貨店催事出店歴など）
5. その土地の「食文化」や「社会背景」がある
6. 応援団体が存在する
7. 行政など公的機関が主体となり、そのメニュー名が設定されている

## 日本国外のラーメン事情
日本国外では「インスタントラーメン」が「ラーメン」であると認識している所が多く、本来のラーメンが存在する国は少ない。

### アジア
中国の麺料理には、麺棒で薄く延ばし、畳んだ生地を、包丁で細く切った「切麺」、小麦粉の塊を刀で削る「刀削麺」や、湯麺・涼麺・炒麺などがある。
日本式ラーメンの中では豚骨ラーメンの人気が高く、熊本の味千ラーメンのフランチャイジーが400店近くを中国国内に展開しており、日本の外食チェーン店としては最も多い。タイでは首都のバンコクを中心に、8番らーめんや味千ラーメン、山小屋ラーメン、ばんからラーメンなど、日本の多店舗型ラーメン店の進出が目立つ。
中国では日本式ラーメンはトンコツラーメンが支持され、その他の支持は薄い。その理由として、現地の麺類との明確な差別化ができていないこと、海産物から取るダシの味が苦手な中国人が少なからずいることなどがあげられる。
2015年7月下旬、南インド・チェンナイでは、インド初の本格日本式ラーメン店「秋平-AKI BAY-」がオープンし、日本人駐在員や現地のインド人に親しまれている。完全ハラルフードで、様々な宗教に対応し、今後、中東地区などへの進出も期待されている。
韓国では基本的に韓国風の辛い味付けとインスタントラーメンを組み合わせるのが相場である。ラーメンは韓国語で「ラミョン」と発音し、韓国ではラーメンと言えば基本的にインスタントラーメンを指す。日本風の出汁を使ったラーメンはシェアが皆無な訳ではないが一般的ではなく、食べられるとしてもせいぜいあっさりした醤油ラーメンが関の山である。特に豚骨ラーメンはその油気や匂いから不評がちである。激辛でさっぱりして淡白な味を好む韓国の食文化と、しょっぱくて甘辛いものを好む日本の食文化の違いが表れていると言える。ただし、不評なのはあくまで豚骨スープであり、韓国ではインスタントラーメンが主流のため、麺については一定の評価がされている。また、韓国の文化背景上「塩」という言葉にあまり良いイメージが無いため、韓国人は塩ラーメンにも抵抗感があり、評価も芳しくない。
その他、中国などでは日本のチェーン一蘭をコピーしたような類似店「蘭池（ランチ）」なども見受けられる。

### 米州・ヨーロッパ

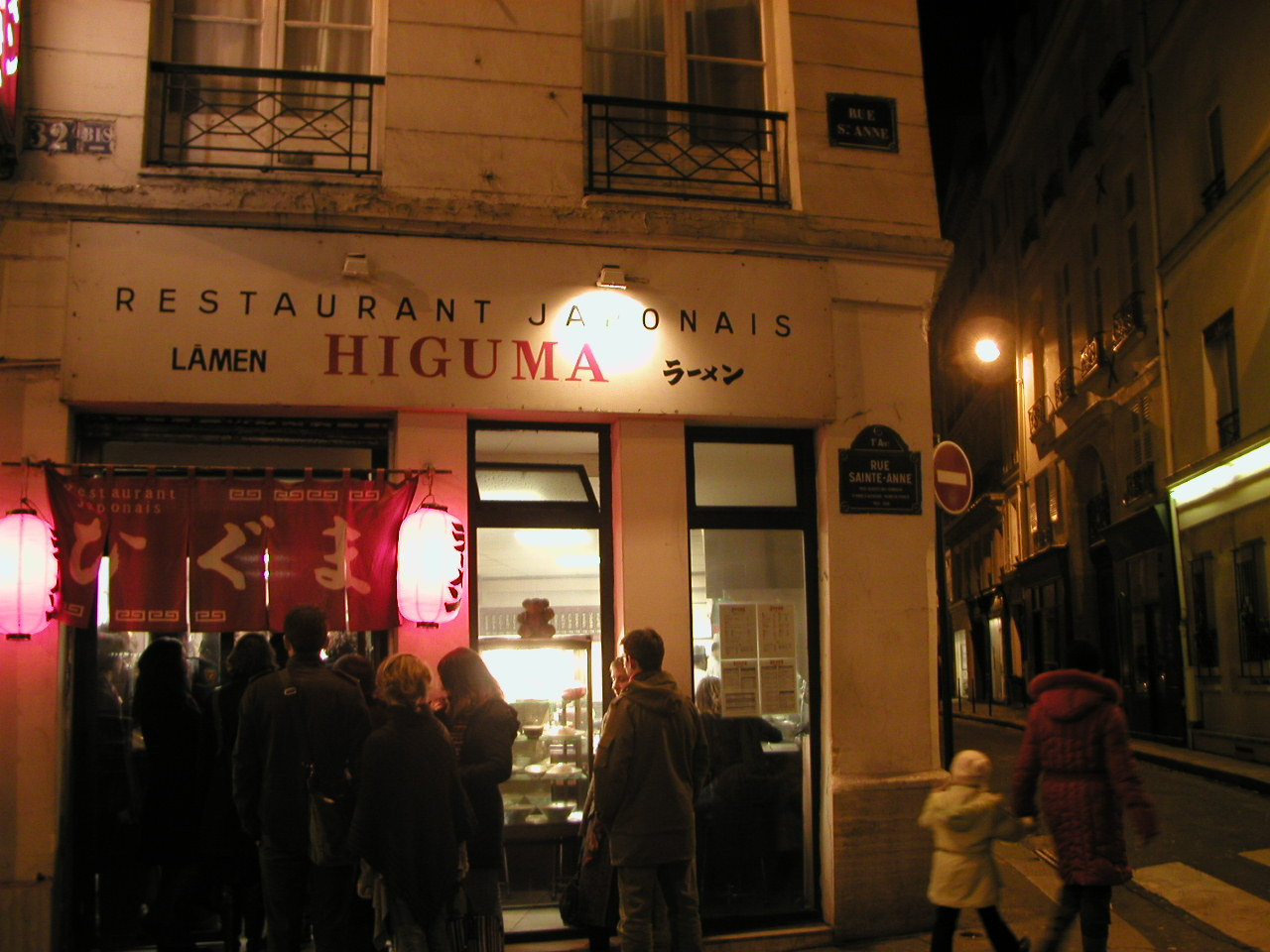
パリ（フランス）のラーメン店

日本出身のチェーン店はアメリカ合衆国やカナダに味千ラーメンやらーめん山頭火、藤一番が進出している。天下一品がハワイのホノルルに支店を出している。
ヨーロッパ出身のチェーン店には英国在住の華僑が開いた「ワガママ」がある。
アメリカでも「Chinese noodle」と直訳するよりも「ramen」の方が通じるほどの知名度を持つ。

## 近種の料理

### 中華料理
- 担担麺 - 中国四川省発祥の麺料理。
- 担仔麺 - 台湾の料理。肉味噌と香菜を上に載せる。愛知の台湾ラーメンのルーツと言われる。
- 排骨麺 - 台湾の料理。排骨（豚の骨つきあばら肉）を上に載せる。
- 牛肉麺 - 中国四川省を源流とする台湾の料理。高雄市岡山区が発祥の地とされる。
- 桐皮麺 - 宋時代の中国で生まれた麺料理。麺が細くスープは透き通った醤油味で脂控えめ、具材も淡白な味付けで種類も抑え目と、最初の頃に主流だった日本のラーメンに見た目も味も似ている。

### 中華麺を使ったその他の料理
ラーメンの一種と分類されることもある料理。
- つけ麺
- ざるラーメン
- 油そば

ラーメンと同様の麺を使用するがラーメンに分類されることはほとんどない料理。
- 焼きそば（炒麺・炸麺）
- 焼きラーメン - ラーメンと焼きそばの中間的な料理。
- ラーメンサラダ
- カレーラーメン
- ローメン
- 冷やし中華
- ちゃんぽん
- 沖縄そば
- ちんめん - 福岡の立花産業有限会社が「あま太郎」として展開していた店舗で主に提供していた麺。鳥ガラベースの醤油味となっており、「ちゃんぽんでも、ラーメンでも、うどんでも、そばでも、そうめんでもない“珍しい麺”」という意味で初代店主が名付けた。冷やし中華に似た、「冷やしちんめん」もある[注 3]。

- サイミン - ハワイの郷土料理。ラーメンとほぼ同じ麺を使用し、基本的なトッピングも日本のラーメンに酷似している。スープにはエビなどの出汁が用いられ、油分の少ないあっさりとした仕上がりである。
- ライスヌードル - 米を原料とした麺。東アジアや東南アジアでラーメンと似た食べ方をされる。ベトナム料理のフォーなど。
- らーめん缶 - ラーメン風に仕立てたこんにゃく麺を缶詰にしたもの。通常のラーメンを缶詰にするとスープで麺が伸びてしまうため、こんにゃく麺を使用している。

## メーカー
- 日清食品
- 東洋水産（マルちゃん）
- サンヨー食品（サッポロ一番）
- 明星食品（チャルメラ）
- エースコック
- 寿がきや食品
- 徳島製粉（金ちゃん）
- イトメン
- マルタイ
- サンポー食品
- ヤマダイ（ニュータッチ）
- 大黒食品工業 （マイフレンド、大黒、AKAGIの商品ブランド）
- 東京拉麺
- ヤクルト食品工業
- 農心 - 韓国の即席ラーメンメーカー。
- ヒガシマル

### 料理人
- 佐野実 - ラーメン料理人。ラーメン店「支那そばや」を創業した。

### ラーメン店・ラーメン屋
- 吉村家 - 1974年に吉村実が創業した。家系ラーメンの元祖、総本山とされる[87]。
- ラーメン二郎 - 1968年に店主の山田拓美が創業した。また、そこからのれん分けした店などをまとめて二郎系と呼ばれ、ファンはジロリアンと呼ばれる[88]。

## 過剰摂取による健康リスク
2025年8月17日、ラーメンの年間消費額3年連続日本一の山形市にある山形大学などの研究チームが、約6,700人を対象とした、ラーメンを食べる頻度と死亡リスクの関連を調査した結果、週に3回以上ラーメンを食べる人には喫煙、飲酒、糖尿病、高BMI、高血圧との関連が認められ、背景因子の調整後の解析結果では、全体として統計的な有意性は得られなかったとしながらも、死亡リスクが1.52倍高まる傾向があり、さらに70歳未満、アルコール摂取、スープを半分以上飲む群では死亡リスクの上昇がみられたと発表した。研究グループはこの結果から「ラーメンは日本文化の一部ともいえる食品だが、状況によっては、ラーメンの頻回な摂取は、食塩の過剰摂取を通して、健康に悪影響を及ぼす可能性がある」などと警告した。

## ラーメンのフードテーマパーク
- あさひかわラーメン村 （北海道旭川市）
- 札幌ラーメン横丁 （北海道札幌市中央区）
- さっぽろ名所 新ラーメン横丁 （北海道札幌市中央区）
- 北海道ラーメン道場（新千歳空港）
- 津軽ラーメン街道 （青森県五所川原市）
- 東京ラーメンストリート （東京駅一番街）
- ラーメン激戦区 東京・丸の内　（東京都千代田区丸の内）
- ラーメン国技館 （東京都港区）
- 御徒町ラーメン横丁（東京都台東区上野）
- ラーメンスクエア （東京都立川市）
- らーめんたま館 （東京都立川市）
- ラーメンSymphony （神奈川県川崎市）
- ら〜めん処（神奈川県海老名市）
- 新横浜ラーメン博物館 （神奈川県横浜市）
- ときめきラーメン万代島 （新潟県新潟市）
- 名古屋・驛麺通り（愛知県名古屋市）
- 京都拉麺小路（京都府京都市）
- 麺ロード（兵庫県神戸市）
- 博多めん街道 （福岡県福岡市）
- ラーメンスタジアム2 （福岡県福岡市）
- ラーメン滑走路（福岡空港）
- ラーメンチャンピオン（シンガポール共和国）

廃館・閉館
札幌ら〜めん共和国 （北海道札幌市中央区）
- 札幌すすきのラーメン館（北海道札幌市中央区）
- 武蔵浦和ラーメンアカデミー （埼玉県さいたま市）
- ラーメン国技場 仙台場所（宮城県仙台市、2003年9月3日 - 2008年2月29日）
- らーめん七福人 （埼玉県さいたま市）
- 品達品川 （東京都港区、2004年12月1日 - 2021年3月7日）
- 全国ご当地店センバツ ラーメン甲子園 （神奈川県横浜市）
- 名古屋麺屋横丁（愛知県名古屋市）
- 桑名らーめん街道 （三重県桑名市）
- 浪花麺だらけ （大阪府大阪市）
- 泉ヶ丘ラーメン劇場（大阪府堺市）
- 高松拉麺築港（香川県高松市）
- 船橋ラーメン横丁 （千葉県船橋市）

## ご当地ラーメンをテーマにした番組
テレビ
- 『ダイアモンド☆ユカイとユカイなラーメン研究所』（とちぎテレビ、2014年4月3日 - 2014年6月26日（13回））
- 『ラーメンの旅』（テレビ新潟）
- 『日本全国ラーメン選手権』（CS放送のTBSチャンネル、2006年2月-）

ラジオ
- 『姫ら〜,グルメ応援隊!』（FM GENKI、2012年1月15日-、毎月第1第3日曜日17:15-18:00）[89][90]
- 『関西ラーメンコロシアム』（MBSラジオ、2015年1月5日-）

## ラーメンをテーマにした作品
- ラーメン大好き小泉さん（漫画・テレビドラマ・テレビアニメ） ‐ ラーメン好きの女子高生がラーメン屋巡りをするグルメコメディ漫画[91]。